# 皮埃尔·布莱兹
皮埃尔·路易·约瑟夫·布列兹（法語：Pierre Louis Joseph Boulez，法語：[pjɛʁ lwi ʒozɛf bulɛz]；1925年3月26日—2016年1月5日）是一名法国作曲家、指挥家和作家，也是多个音乐机构的创始人。他是战后西方古典音乐的主导人物之一。
布列兹出生于法国卢瓦尔省的蒙布里松，是一位工程师的儿子，曾在巴黎音乐学院师从奥利维埃·梅西安，并私下里师从安德烈·沃拉堡和勒内·莱博维茨。1940年代末，他开始了自己的职业生涯，担任巴黎雷诺-巴罗剧团的音乐总监。他是先锋音乐的领军人物，在整体序列主义（50年代）、受控偶然音乐（60年代）和器乐实时电子化（70年代起）的发展中发挥了重要作用。他倾向于修改早期的作品，这意味着他的作品相对较少，但其中包括被许多人视为20世纪音乐的里程碑的作品，如《无主之锤》、《层层折》和《回应》。他对现代主义不妥协的奉献，以及他在表达自己的音乐观点时的尖锐、论战的语气，导致一些人批评他是教条主义者。
除了作为作曲家活动外，布列兹还是他那一代人中最杰出的指挥家之一。在长达60多年的职业生涯中，他曾担任纽约爱乐和当代乐团的音乐总监、BBC交響樂團的首席指挥以及芝加哥交响乐团和克利夫兰管弦乐团的首席客座指挥。他经常与其他许多乐团合作，包括维也纳爱乐乐团、柏林爱乐乐团和伦敦交响乐团。他以演奏20世纪上半叶的音乐而闻名，包括德彪西和拉威尔、斯特拉文斯基和巴托克，以及第二维也纳乐派，还有他同时代的音乐，如利盖蒂、贝里奥和卡特。他在歌剧院的工作包括百年指环——为拜罗伊特音乐节一百周年制作的瓦格纳的《指环》全剧，以及阿尔班·贝尔格的《露露》三幕版的世界首演。他留下了大量的录音。
他还创立了数个音乐机构。1950年代，他创办了音乐领域来推广新音乐；1970年代，他在巴黎建立起声学/音乐研究与协调所（IRCAM）来促进音乐的研究与创新，成立了专门演奏当代音乐作品的室内管弦乐团当代乐团。后来他还合作建立了兼音乐厅、博物馆和图书馆为一体的音乐城，坐落于法国巴黎的拉维莱特公园；以及瑞士的琉森音乐节学院，同时成立了一支由年轻音乐家组成的国际管弦乐团，在那里他首演了许多新作品。

## 生平

### 1925年–1943年：童年与学生生涯
皮埃尔·布列兹于1925年3月26日出生在法国中东部卢瓦尔省的小镇蒙布里松，父亲叫莱昂·布列兹（1891年–1969年），母亲叫玛塞勒（原姓卡拉布勒，1897年–1985年）。他是四个孩子中的第三个：姐姐叫让娜（1922年–2018年），弟弟叫罗歇（1936年生）。布列兹家里第一个孩子也叫皮埃尔（1920年生），幼年不幸夭折。父亲莱昂是一家钢铁厂的工程师和技术总监，在不同的传记作家笔下，被描述为一个专制但拥有强烈的公平价值观的人物；母亲玛塞勒外向、幽默，她遵从丈夫严格的天主教信仰，但不一定赞同这些信仰。布列兹一家生活富足，1929年从他出生的药店楼上的公寓搬到了一处舒适的独栋房屋。他在那里度过了大部分童年时光。
从7岁起，布列兹就在维克托·德·拉普拉德学校上学，这是一所天主教神学院，每天有13个小时的学习和祈祷。18岁时他摒弃了天主教，在日后的生活中，他称自己是一位不可知论者。
小时候，布列兹上过钢琴课，与当地的业余爱好者一起演奏室内乐，并在学校的合唱团唱歌。在提前一年完成业士文凭的第一部分后，他于1940-41学年在圣艾蒂安附近的圣路易寄宿学校度过。第二年，他在里昂的Cours Sogno（一所由遣使會教徒建立的学校）学习高等数学课程，以期获得巴黎综合理工学院的录取。他的父亲希望这引领他成为一名职业工程师。维希政府倒台时，他正在里昂，德国人接管了这个城市，其也成为抵抗运动的中心。
在里昂，布列兹第一次听到了管弦乐，第一次欣赏歌剧（《鲍里斯·戈杜诺夫》和《纽伦堡的名歌手》），并遇到了著名女高音歌唱家妮农·瓦兰，她邀请他为她演奏。她对他的能力印象深刻，说服他的父亲允许他申请里昂音乐学院。虽然他后来收到拒信，但他决心从事音乐事业。第二年，面对父亲的反对，在姐姐的支持下，他私下向利昂内尔·德·帕赫曼（钢琴家弗拉基米尔的儿子）学习钢琴与和声。布列兹后来说：“我们的父母很强硬，但我们[学音乐]的态度更强硬”。尽管如此，当他1943年秋天搬到巴黎、希望进入巴黎音乐学院学习时，父亲莱昂陪伴着他，帮他在第七区找到了一个房间，资助他一直到他能够谋生。

### 1943年–1946年：音乐教育
1943年10月，他参加了音乐学院高级钢琴班的面试没有成功，但他在1944年1月被乔治·当德洛的和声预备班录取。他的进步非常快，到1944年5月，当德洛将他描述为“班上最好的学生”。

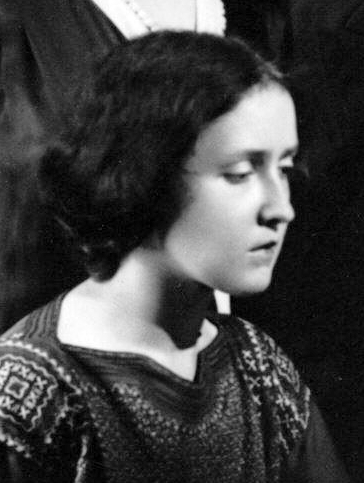
安德烈·沃拉堡

大约在同一时间，他被介绍给作曲家阿蒂尔·奥涅格的妻子安德烈·沃拉堡。1944年4月至1946年5月期间，他与她私下学习对位法。他非常喜欢和她一起工作，她也认为他是一名出色的学生，一直到她的教学生涯结束，都以他的练习为模型。1944年6月，他接触了奥利维埃·梅西安，梅西安在日记中写道：“喜欢现代音乐。希望从现在开始和我一起研究和声。”布列兹开始参加梅西安为特定学生举办的私人研讨会；1945年1月，他加入了梅西安在音乐学院的高级和声班。
布列兹搬到了巴黎玛莱区的两个小阁楼房间，接下来的13年他一直住在那里。1945年2月，他参加了勋伯格的木管五重奏的私人演出，由作曲家、勋伯格的追随者勒内·莱博维茨指挥。这部作品对十二音技法的严格使用对他来说是一个启示，他组织了一群同学去上莱博维茨的私人课程。他在那里还发现了韦伯恩的音乐。他最终认为莱博维茨的方法过于教条，并于1946年因莱博维茨试图批评他的一部早期作品而与他愤怒决裂。
1945年6月，布列兹是被授予一等奖（法語：premier prix）的四个音乐学院学生之一。在考官的报告中，他被描述为“十分有天赋——一名作曲家”。他于1945-46学年在音乐学院注册，但之后不久就对西蒙娜·普莱-科萨德教授“想象力的缺乏”感到愤怒，因而拒绝去上她的对位法和赋格课，并组织了一次请愿活动，要求给梅西安一个作曲的正式教授职位。1945-46年的冬天，他在巴黎的吉美博物馆和人類博物館沉浸在巴厘岛和日本音乐以及非洲鼓点中：“我差点成为一名民族音乐学家——因为这些音乐让我十分着迷。它们让人体验到一种不同的时间感。”

### 1946年–1953年：在巴黎的早期职业生涯

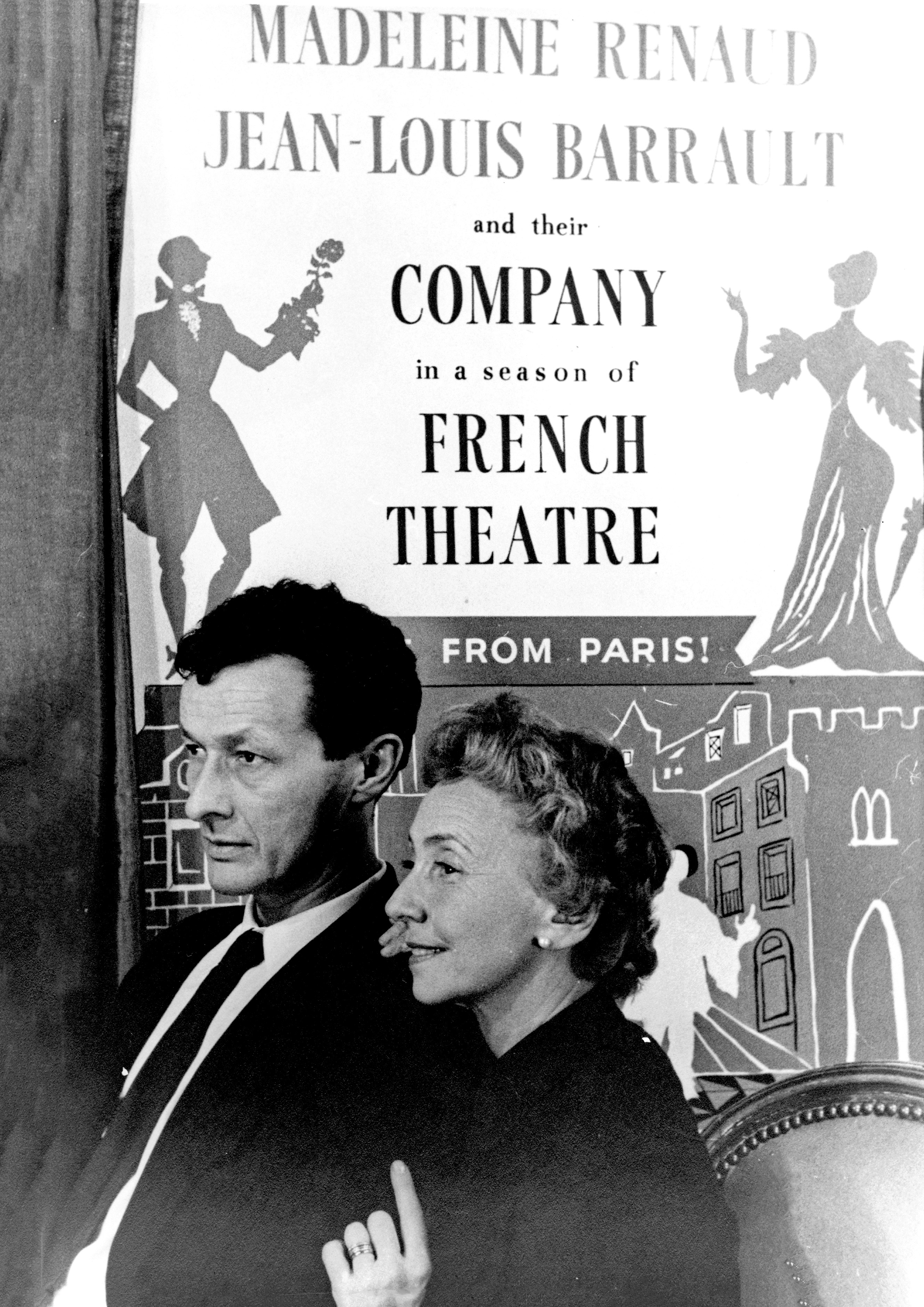
1952年的让-路易·巴罗与马德莱娜·雷诺，卡尔·范·韦克滕摄)

1946年2月12日，钢琴家伊薇特·格里莫（Yvette Grimaud）在三部曲音乐会（法語：Concerts du Triptyque）上首次公开演奏了布列兹的音乐（《十二记谱法》（法語：Douze Notations）和《三部直陈式》（法語：Trois Psalmodies））。布列兹通过给房东的儿子上数学课来赚钱。他还弹奏马特诺音波琴（一种早期的电子乐器），为广播剧即兴伴奏，也偶尔在女神游乐厅的乐池中担任替补。1946年10月，演员兼导演让-路易·巴罗聘请布列兹为他和妻子马德莱娜·雷诺在马里尼剧院成立的新公司的《哈姆雷特》演出演奏音波琴。布列兹很快被任命为雷诺-巴罗公司的音乐总监，他在这个职位上工作了9年。他编排和指挥附带的音乐，大部分是由他不喜欢的作曲家创作的（如米约和柴可夫斯基），但这使他有机会与专业音乐家一起工作，同时留出时间在白天进行创作。
他对剧团的参与也拓宽了他的视野：1947年，他们在比利时和瑞士巡演（“绝对的乐土（法語：pays de cocagne），我对大世界的第一次发现”）；1948年，他们带着《哈姆雷特》参加了第二届愛丁堡國際藝術節；1951年，他们应劳伦斯·奥利维尔的邀请在伦敦举办了一个戏剧季；1950年至1957年，他们在南美进行了三次巡演，在北美进行了两次。他为剧团创作的大部分音乐在1968年学生占领奥德翁剧院期间丢失。
1947年至1950年期间，布列兹的创作活动十分活跃。新作品包括前两部钢琴奏鸣曲和两部以勒内·夏尔的诗歌为题材的清唱套曲《新婚面容》和《水的太阳》的最初版本。1951年10月，一部为18件独奏乐器创作的大型作品《复调X》在多瑙埃兴根音乐节的首演中引起了公愤，一些观众用嘶嘶声和口哨声扰乱了演出。
大约在这个时候，布列兹认识了两位对他有重要影响的作曲家：约翰·凯奇和卡尔海因茨·施托克豪森。他与凯奇的友谊始于1949年，当时凯奇正在巴黎访问。凯奇把布列兹介绍给两个出版商（厄热尔和安菲翁（Amphion）），这两个出版商同意接受他最近的作品；布列兹帮助安排了凯奇的为预置钢琴的奏鸣曲和间奏曲的私人演出。当凯奇回到纽约后，他们开始了长达六年的关于音乐的未来的密集通信。1952年，施托克豪森来到巴黎，跟随梅西安学习。虽然布列兹不懂德语，施托克豪森也不懂法语，但他们迅速相处融洽：“一个朋友翻译，我们疯狂地打着手势……我们一直在谈论音乐，我从未这样与其他人聊天。”
1951年底，在雷诺-巴罗公司的一次巡演中，他第一次来到纽约，在那里他见到了斯特拉文斯基和瓦雷兹。他住在凯奇的公寓里，但他们的友谊已经冷却，因为他不能接受凯奇越来越多地投入基于偶然的作曲程序，他后来与他断绝了联系。
1952年7月，布列兹第一次参加了在达姆施塔特举办的国际新音乐夏季课程。除了施托克豪森之外，布列兹在那里还接触到了其他的作曲家，这些人后来都成为了当代音乐的重要人物，包括卢恰诺·贝里奥、路易吉·诺诺、布鲁诺·马代尔纳和亨利·布瑟。布列兹迅速成为战后现代主义艺术运动的领导者之一。正如音乐评论家亚历克斯·罗斯所言：“在任何时候，他似乎都对自己正在做的事情有绝对的把握。在战后生活的混乱中，在如此多的真理被否定的情况下，他的确定性令人放心。”

### 1954年–1959年：音乐领域

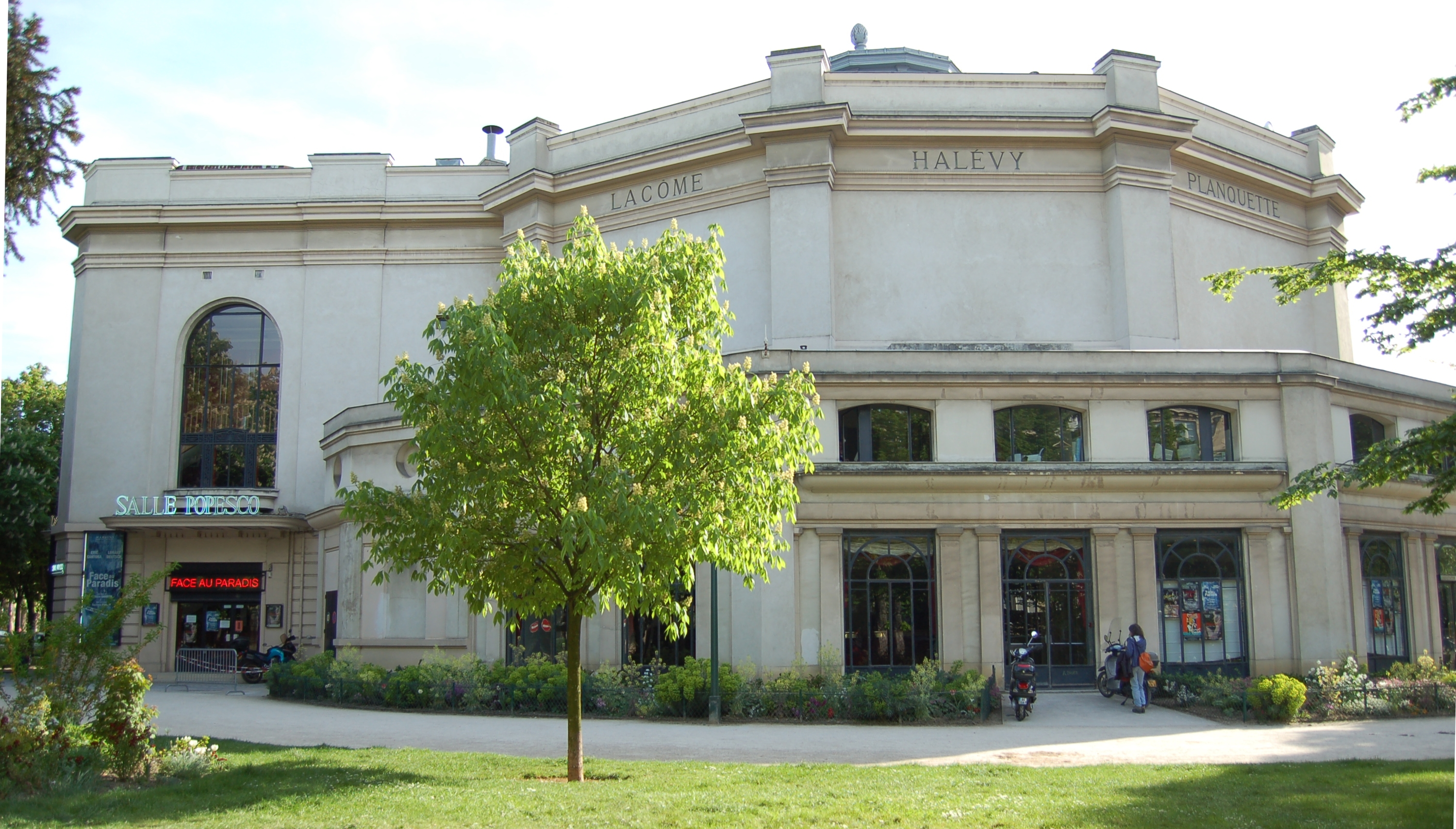
巴黎的波佩斯科厅，前身是小马里尼剧院

1954年，在巴罗和雷诺的财政支持下，布列兹在小马里尼剧院开始了一系列的音乐会。这些音乐会后来被称为“音乐领域”。这些音乐会最初集中在三个领域：在巴黎缺乏知名度的战前经典（如巴托克和韦伯恩）、新一代的作品（施托克豪森、诺诺）和历史上被忽视的大师（马肖、杰苏阿尔多）——但出于务实的原因，最后一个类别在随后的几个乐季里逐渐消失。事实证明，布列兹是一个精力充沛、成绩斐然的管理者，音乐会立即获得了成功。它们吸引了音乐家、画家和作家，以及时尚界人士，但由于成本太高，布列兹不得不向富有的私人赞助者寻求支持。
音乐领域历史上的重要事件包括韦伯恩音乐节（1955年）、斯特拉文斯基的《角逐》（1957年）的欧洲首演，以及梅西安的《异国鸟》（1955年）和《七首俳谐》（1963年）的首演。音乐会搬到了加沃厅（1956-1959年），然后又搬到了奥德翁剧院（1959-1968年）。布列兹一直担任总监，直到1967年吉尔贝·阿米接替他。
1955年6月18日，汉斯·罗斯鲍德在巴登-巴登的ISCM音乐节上首次指挥了布列兹最著名的作品《无主之锤》的演出。这是一部根据勒内·夏尔的诗歌改编的女低音和器乐合奏的9个乐章的作品，立即在国际上获得了成功。威廉·格洛克写道：“即使是第一次听，虽然很难接受，但它在声音、质地和感觉上都是如此之新，它似乎拥有一种神话般的品质，就像勋伯格的《月迷彼埃罗》一样。”1957年初，当布列兹在洛杉矶指挥这部作品时，斯特拉文斯基出席了演出，他将其描述为“战后探索时期的少数重要作品之一”。布列兹与斯特拉文斯基夫妇共进了几次晚餐，据罗伯特·克拉夫特说，他“很快就用新的音乐理念以及非凡的智慧、敏捷和幽默吸引了这位老作曲家”。第二年斯特拉文斯基的《哀歌》在巴黎于音乐领域首次演出后，双方关系有些恶化。布列兹的计划不周，斯特拉文斯基的指挥也很紧张，演出不止一次地中断。
1958年1月，布列兹的《马拉美即兴曲》（法語：Improvisations sur Mallarmé）的I和II举行了首演，并在接下来的四年里作为内核发展成为一部庞大的五乐章的“马拉美肖像”：《层层折》。1962年10月，它在多瑙埃兴根举行了首演。
大约在这个时候，布列兹与斯托克豪森的关系越来越紧张，根据传记作家琼·佩泽的说法，这是因为后者认为前者这个年轻人开始取代他作为先锋派的领袖。

### 1959年–1971年：国际指挥生涯
1959年，布列兹离开巴黎前往巴登-巴登，在那里他与德国西南广播乐团达成安排，担任驻团作曲家，并指挥一些小型音乐会，同时还可以使用一个电子工作室，在那里他可以创作新的作品（《为权力而作的诗》）。他搬进并最终买下了一座山坡上的大别墅，这是他余生的主要住所。
在这一时期，他越来越多地转向指挥。他第一次担任管弦乐指挥是在1956年，当时他在与巴罗巡演时指挥了委内瑞拉交响乐团。在科隆，他于1957年指挥了自己的《新婚面容》，并于1958年与布鲁诺·马代尔纳和施托克豪森一起指挥了后者的《群》的首演。1959年，他在普罗旺斯地区艾克斯和多瑙埃兴根音乐节上代替生病的汉斯·罗斯鲍德指挥了高要求的20世纪曲目，这为他的指挥生涯带来了突破性进展，他得以首次指挥皇家音乐厅管弦乐团、巴伐利亞廣播交響樂團及柏林爱乐乐团。1963年，他在香榭丽舍剧院指挥法國國家管弦樂團进行斯特拉文斯基《春之祭》的50周年纪念演出，该作品曾在同一地点进行过暴乱般的首演。

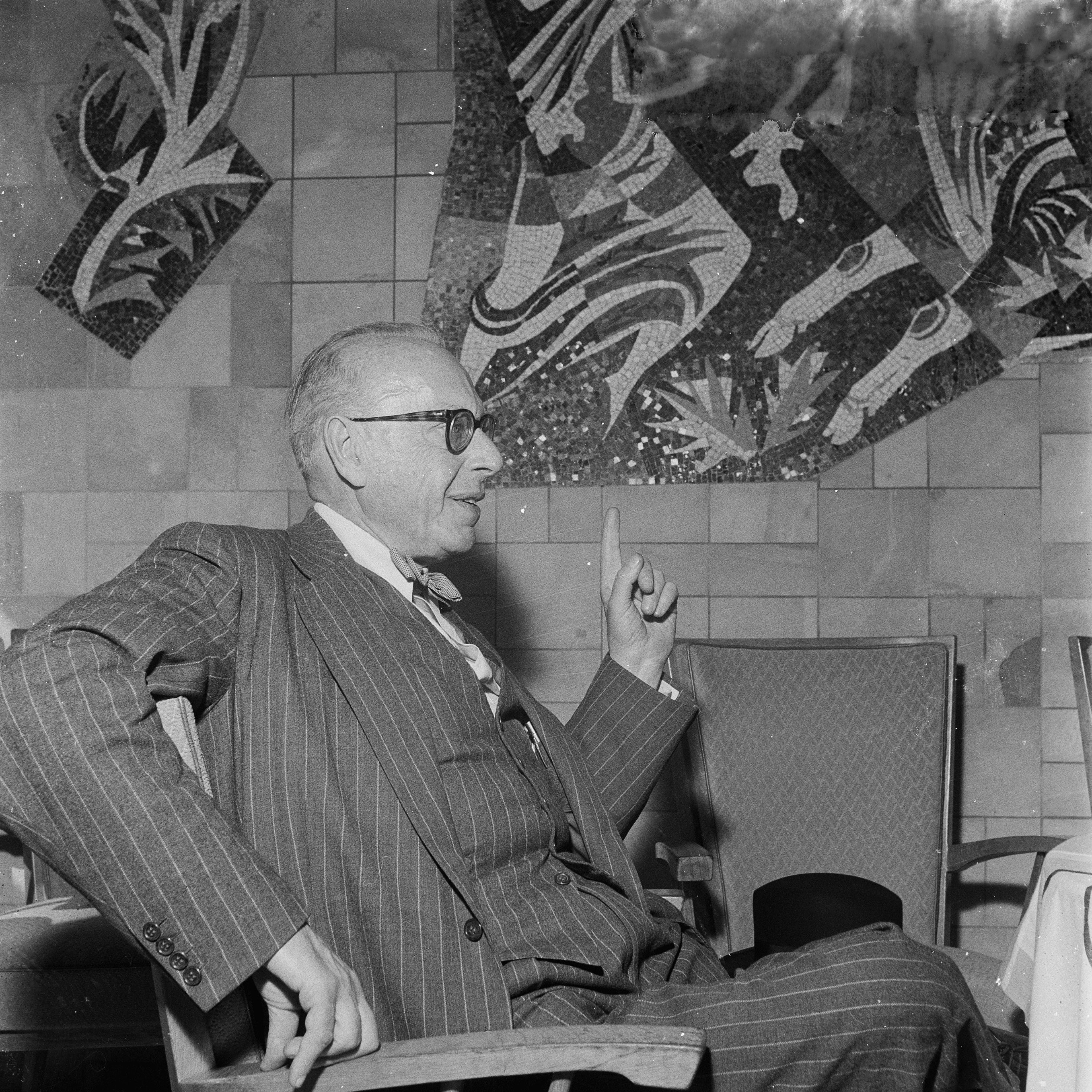
布列兹的导师兼好友塞尔·乔治，在布列兹担任克利夫兰管弦乐团首席客座指挥时为其音乐总监

同年，他在国立巴黎歌剧团指挥了他的第一部歌剧：贝尔格的《沃采克》，由巴罗执导。当时的条件很特殊，他与管弦乐团排练了30次而不是往常的三四次，评论界的反应很好，第一次演出后，音乐家们起身为他鼓掌。1966年4月，他在法兰克福歌剧院再次指挥了由维兰德·瓦格纳新制作的《沃采克》。
维兰德·瓦格纳已经邀请布列兹在本乐季晚些时候在拜罗伊特音乐节上指挥瓦格纳的《帕西法尔》，布列兹在1967年、1968年和1970年再次指挥同一剧目。1967年，他还在日本大阪音乐节上与拜罗伊特剧团一起演出了瓦格纳的《特里斯坦与伊索尔德》，但由于缺乏足够的排练，他后来说他宁愿忘记这次经历。相比之下，他于1969年在皇家歌剧院指挥了德彪西《佩利亚斯与梅丽桑德》的新制作（由瓦茨拉夫·卡什利克执导），因其“精致与华美”的结合而广受好评。
1965年，愛丁堡國際藝術節首次举办了布列兹作为作曲家和指挥家的全面回顾展。1966年，他向当时的文化部长安德烈·马尔罗提出了重新组织法国音乐生活的建议，但马尔罗却任命保守的马塞尔·兰多夫斯基为文化部的音乐主管。布列兹在《新观察家》（法語：Nouvel Observateur）的一篇文章中表达了他的愤怒，宣布他将“拒绝为法国公务音乐做任何方面的工作”。
1965年3月，他首次以管弦乐指挥在美国亮相，指挥克利夫兰管弦乐团。1969年2月，他成为该乐团的首席客座指挥，这个职位他一直担任到1971年底。1970年7月塞尔·乔治去世后，他担任了两年的音乐顾问，但由于他在伦敦和纽约的工作，这个头衔主要是荣誉性的。在1968–69乐季，他还在波士顿、芝加哥和洛杉矶客座指挥。
除了《层层折》之外，60年代前半期出现的唯一实质性的新作品是他为双钢琴而作的《结构》的第二册的最终版本。然而，在这十年的中期，布列兹似乎又找到了自己的声音，并创作了许多新作品，包括《碎裂》（法語：Éclat，1965年），这是一部短小精悍的小合奏作品，到1970年已经发展成一部长达半小时的作品《碎裂/多重》（法語：Éclat/Multiples）。

### 1971年–1977年：伦敦和纽约
1964年2月，布列兹在沃辛首次指挥BBC交響樂團，为弗拉基米尔·阿什肯纳齐演奏的肖邦钢琴协奏曲伴奏。布列兹回忆起那次经历：“这很糟糕，我觉得自己就像一名不断掉盘子的服务员”。
在接下来的五年里，他与管弦乐团的演出包括在逍遥音乐会和卡内基音乐厅的首次亮相（1965年）以及在莫斯科和列宁格勒、柏林和布拉格的巡演（1967年）。1969年1月，BBC的音乐总监威廉·格洛克宣布任命他为首席指挥。
两个月后，布列兹首次指挥纽约爱乐。他的表演给乐团和管理层都留下了深刻的印象，因此他被邀请接替伦纳德·伯恩斯坦担任首席指挥。格洛克感到担心，并试图说服他接受纽约的职位会影响他在伦敦的工作和他的作曲能力，但布列兹无法拒绝这个“改革这两个世界城市的音乐创作”（格洛克语）的机会，并在6月确认了纽约的任命。
他的纽约任期从1971年持续到1977年，并没有完全取得成功。对订阅观众的依赖限制了他的节目安排。他引入了更多20世纪上半叶的重要作品，并在早期的曲目中寻找不太知名的作品。例如，在他的第一个乐季，他指挥了李斯特的《圣伊丽莎白的传说》（德語：Die Legende von der heiligen Elisabeth）和《苦路》。在订阅系列中，新音乐的演出相对较少。乐手们钦佩他的音乐才能，但觉得他相较于伯恩斯坦显得冷面、枯燥、没有感情。尽管如此，乐手们普遍认为他提高了演奏水准。任期结束后，他只指挥过三次纽约爱乐。
他在BBC交响乐团的日子则更加快乐。有了BBC的资源支持，他在选择曲目时可以更加大胆。偶尔会有对19世纪的探索，特别是在逍遥音乐会上（1972年：贝多芬的庄严弥撒；1973年：勃拉姆斯的德意志安魂曲），但在大多数情况下，他都与乐团集中演奏20世纪的音乐。他指挥了年轻一代英国作曲家的作品，如哈里森·伯特威斯尔和彼得·马克斯韦尔·戴维斯，但布里顿和蒂皮特没有出现在他的曲目中。他和音乐家们总的来说相处得十分融洽。他在1971年至1975年间担任首席指挥，并一直担任首席客座指挥至1977年。此后，他也经常回来与乐团合作，直到2008年8月逍遥音乐会上他最后一次指挥乐团，整场的曲目都是雅纳切克。
在这两个城市，布列兹寻找可以更非正式地展示新音乐的场所：在纽约，他开始了一系列的“地毯音乐会”（纽约爱乐艾弗里·费雪音乐厅的座位被拿出来，观众坐在地板上），以及在格林尼治村的当代音乐系列，名为“未来的相遇”（英語：Prospective Encounters）。在伦敦，他在圆屋举办了音乐会，该地之前是一个轉車盤棚，彼得·布魯克也曾用它来制作激进的戏剧。他的目的是“创造一种感觉：观众、演奏者和我自己都在参与一种探索行为”。
在这一时期，拉威尔的音乐在他的曲目中占据了首要地位。1969年至1975年间，他与纽约爱乐和克利夫兰管弦乐团录制了拉威尔的管弦作品，1973年，他为BBC录制了拉威尔的两部独幕歌剧：《孩子与魔法》和《西班牙时间》。
1972年，受到接替其兄长维兰德担任拜罗伊特音乐节总监的沃尔夫冈·瓦格纳之邀，布列兹指挥了1976年的瓦格纳《尼伯龙根的指环》的百年纪念演出。沃尔夫冈选定的导演是帕特里斯·谢罗。由于导演风格的离经叛道，第一年的演出引起了巨大的争议，但到1980年结束时“人们对该制作的热情远远超过了反对意见”。1980年8月26日的最后一场演出更是赢得了观众长达85分钟的掌声和101次谢幕。这一版《指环》制作当年在世界各地都有电视转播。
布列兹这一时期产出了少量的新作品，其中最重要的大概是《纪念布鲁诺·马代尔纳的仪式》（1975年）。

### 1977年–1992年：声学/音乐研究与协调所

蓬皮杜中心的IRCAM楼

1970年，蓬皮杜总统要求布列兹回到法国，在艺术复合中心（现蓬皮杜中心）建立一个专门从事音乐研究和创作的机构，该中心计划在巴黎的博堡区建立。声学/音乐研究与协调所（IRCAM）于1977年成立。
布列兹使用了包豪斯（一种不同学科的艺术家和科学家的聚会场所）作为模型。IRCAM的目标包括研究声学、乐器设计和计算机在音乐中的应用。最初的建筑建在地下，部分原因是为了声学隔离（后来增加了一个地上的扩展部分）。该机构被批评吸收了太多的国家补贴，且布列兹掌握了太多的权力。与此同时，他还成立了跨当代乐队，这是一支专门从事20世纪音乐和新作品创作的演奏家乐团。
1979年，布列兹在巴黎歌剧院指挥了三幕版的阿尔班·贝尔格《露露》的世界首演，由弗里德里希·采尔哈完成，并由帕特里斯·谢罗制作。除此之外，他减少了他的指挥活动，专注于IRCAM。在此期间，他的大部分演出都是与他自己的跨当代乐队一起进行的，包括在美国（1986年）、澳大利亚（1988年）、苏联（1990年）和加拿大（1991年）的巡演，但他在80年代也与洛杉矶爱乐乐团恢复了联系。
相比之下，他在这一时期的创作明显增多，利用IRCAM开发的潜力，以电子方式实时转换声音，制作了一系列作品。其中第一部作品是《回应》（1981-1984年），一部40分钟为独奏、乐队和电子装置而作的作品。他还从根本上重新创作了早期的作品，包括由钢琴小品改编、扩展而成的《记谱法I-IV》（法語：Notations I-IV，为大型管弦乐团而作（1945-1980年）以及他的勒内·夏尔的诗歌大合唱《新婚面容》（1946-1989年）。
1980年，IRCAM各部门的五位原负责人，包括作曲家卢恰诺·贝里奥，都辞职了。尽管布列兹宣布这些变化“非常健康”，但这显然代表了他的领导危机。
他的音乐回顾展在巴黎（秋季音乐节（法語：Festival d'Automne），1981年）、巴登-巴登（1985年）和伦敦（BBC，1989年）举行。从1976年到1995年，他在法兰西公学院担任音乐中的发明、技术和语言的系主任。1988年，他为法国电视台制作了系列节目《布列兹20世纪》（法語：Boulez XXe siècle），共六集，每集节目都集中于当代音乐的一个具体方面（节奏、音色、形式等）。他还在巴黎塞納河岸區的一栋大楼的30层买了一套公寓。

### 1992年–2006年：回到指挥

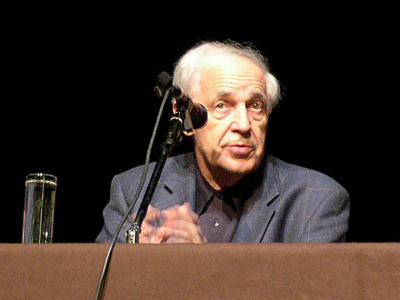
2004年，布列兹在布鲁塞尔美术宫的一次会议上发言

1992年，布列兹辞去IRCAM的主管职位，由洛朗·培尔（Laurent Bayle）接任。同年，他在萨尔茨堡音乐节担任驻节作曲家。
前一年，他开始与克利夫兰管弦乐团和芝加哥交响乐团进行一系列年度驻场演出。1995年，他被任命为芝加哥首席客座指挥，是该乐团历史上第三位担任此职的指挥家。十年间他一直担任这一职务，直到2005年作为名誉指挥荣休。1995年，在他70岁生日之际，他与伦敦交响乐团进行了为期六个月的回顾性巡演，前往巴黎、维也纳、纽约和东京。2001年，他与巴黎管弦乐团进行了一次巴托克管弦作品全集的重大演出。
这一时期也标志着他重返歌剧院，包括与彼得·施泰因合作的两部作品：德彪西的《佩利亚斯与梅丽桑德》（1992年，威尔士国家歌剧院和巴黎夏特雷劇院）；以及勋伯格的《摩西与亚伦》（1995年，荷兰国家歌剧院和萨尔茨堡音乐节）。2004年和2005年，他回到拜罗伊特，指挥由克里斯托夫·施林根西夫执导的颇具争议的《帕西法尔》新制作。
这一时期最重要的两部作品是《…爆炸-固定…》（1993年），它的创作始于1972年，是对斯特拉文斯基的致敬，并再次使用了IRCAM的电子资源；以及《内插之上》（1998年），他因此获得了2001年格劳梅耶作曲奖。
他继续从事机构组织工作。他参与创建了音乐城，于1995年在巴黎郊区的维莱特区（法語：La Villette）开业。它与巴黎音乐学院相邻，由一个模块化的音乐厅、博物馆和媒体中心组成，成为跨当代乐队的驻地，并吸引了各种观众。2004年，他参与创立了琉森音乐节学院，这是一所年轻音乐家的管弦乐学院，致力于20、21世纪的音乐。在接下来的十年里，他都在夏季的最后三周与年轻作曲家一起工作，并指挥学院的管弦乐团进行音乐会演出。

### 2006年–2016年：最后时日
布列兹晚年受青光眼和神经退行性疾病的困扰，创作日益减少。他最后一部重要作品是为11种乐器而作的《衍生2》（法語：Dérive 2，2006年）（时长约45分钟）。原定的不少创作计划他生前未能完成，包括对十二首《记谱法》（Notations）剩余几首作品的管弦乐改编（只完成了I-IV和VII）。

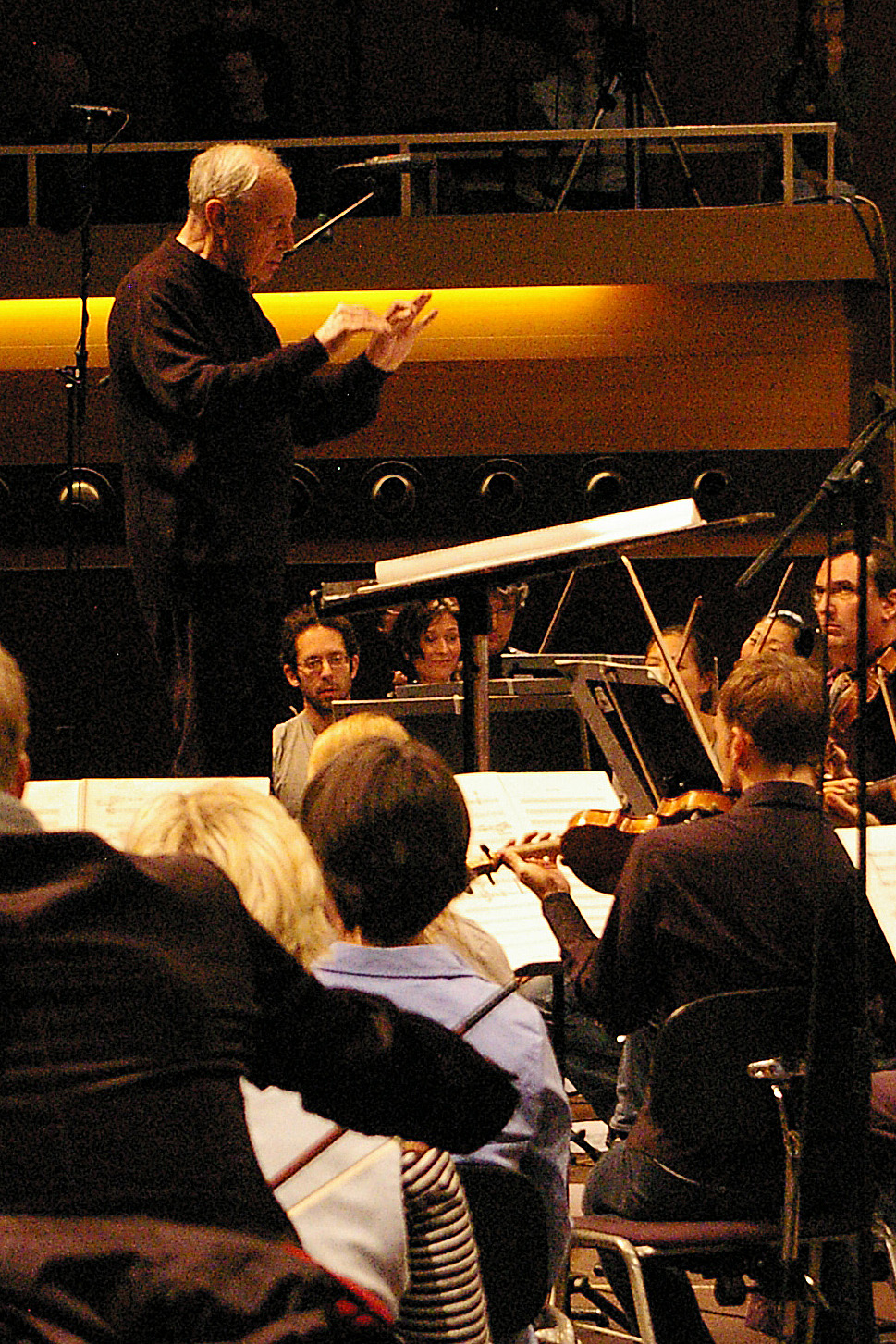
布列兹与西南广播电台巴登巴登与弗莱堡交响乐团在2008年多瑙埃兴根音乐节上演出

在接下来的六年里，他仍然作为一名指挥家活跃在舞台上。2007年，他与谢罗再次合作，制作了雅纳切克的《死屋手记》（在维也纳河畔剧院、阿姆斯特丹和艾克斯演出）。同年4月，作为柏林音乐节的一部分，布列兹和丹尼尔·巴伦博伊姆与柏林國立樂團合作演出了马勒交响曲全集，两年后他们在卡内基音乐厅再次演出。2007年底，巴黎管弦乐团和跨当代乐队举办了布列兹音乐回顾展，2008年，卢浮宫举办了《皮埃尔·布列兹，作品：片段》（法語：Pierre Boulez, Œuvre: fragment）展览。
2010年的一次眼科手术后，他的视力严重受损，之后他的出场次数变得越来越少。其他健康问题包括因摔倒而导致的肩膀受伤。2011年底，当他已经相当虚弱的时候，他带领跨当代乐队和琉森音乐节学院乐团的组合，与女高音歌唱家芭芭拉·汉尼根一起，在欧洲六个城市巡回演出他自己的《层层折》。他最后一次作为指挥家登台演出是2012年1月28日在萨尔茨堡，与维也纳爱乐乐团和内田光子合作，演绎了勋伯格的《电影场景音乐》（德語：Begleitungsmusik zu einer Lichtspielscene）和钢琴协奏曲、莫扎特的F大调第19钢琴协奏曲，K 459以及斯特拉文斯基的《普尔奇内拉》组曲。此后，他退出了一切指挥工作。
2012年晚些时候，他与迪奥蒂玛四重奏（Quatuor Diotima）合作，对他1948年开始创作的《四重奏之书》（法語：Livre pour quatuor）进行了最后修订，这是他唯一的弦乐四重奏作品。2013年，他监制了由德意志留声机发行的《皮埃尔·布列兹：作品全集》，此套装收录了他所有授权作品，共13张CD。2014年，他卸任琉森音乐节学院院长一职。2015年，在他90岁生日之际，世界各地举行了庆祝活动，然而他因为健康状况未能出席。这些活动包括在巴黎音乐城的博物馆举办的多媒体展览，该展览特别关注布列兹从文学和视觉艺术中汲取的灵感。

布列兹于2016年1月5日在他位于巴登-巴登的家中去世。1月13日，在镇上的修道院教堂举行私人葬礼后，他被安葬在巴登-巴登的主墓地。第二天在巴黎圣叙尔皮斯教堂举行的追悼会上，悼念者包括丹尼尔·巴伦博伊姆、伦佐·皮亚诺和巴黎愛樂廳的时任主席洛朗·培尔；爱乐厅的大型音乐厅在前一年落成，这在很大程度上得益于布列兹的影响。

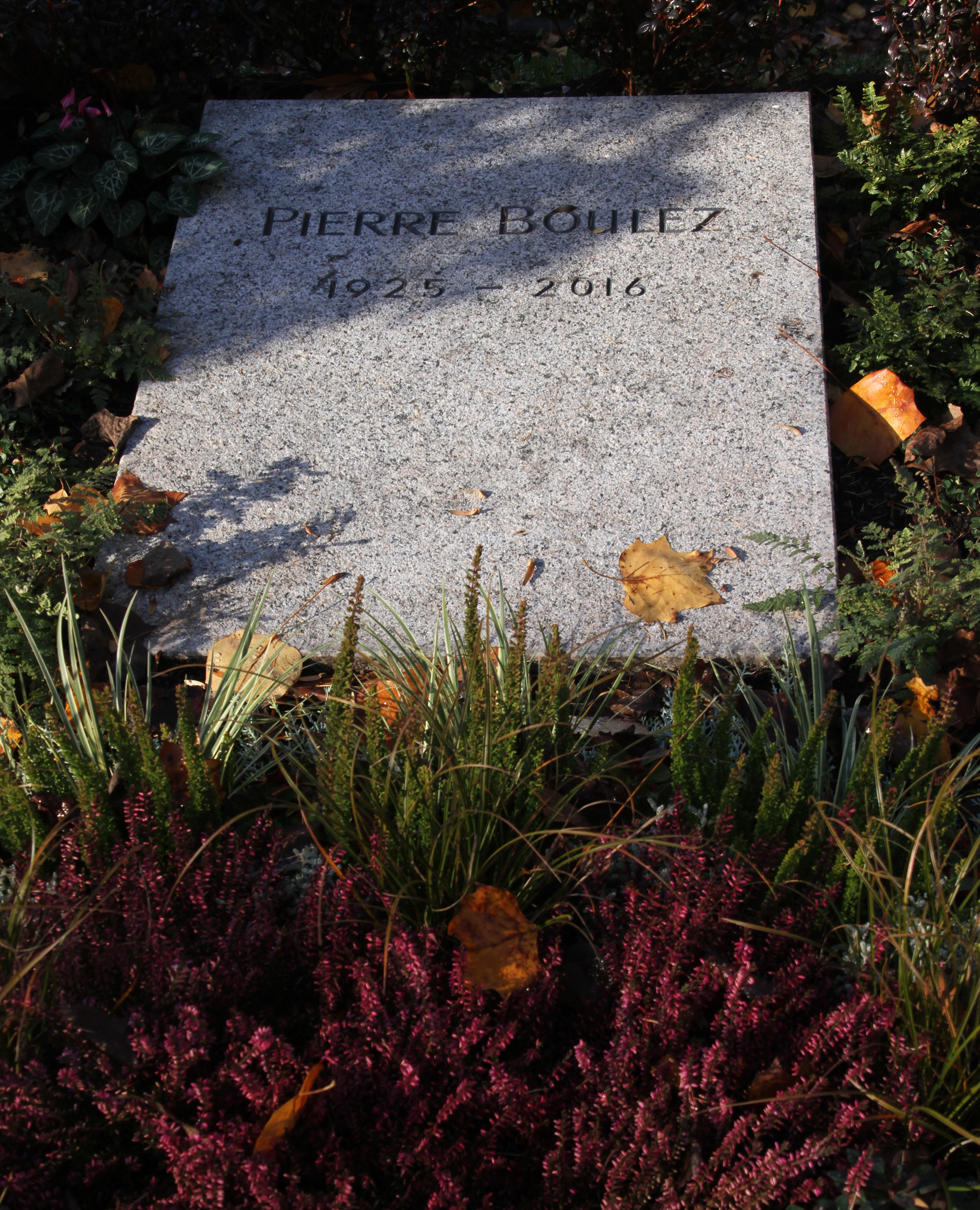
位于巴登-巴登的布列兹之墓，摄于2016年11月28日

## 作品

### 少年、学生时期作品
布列兹现存最早的作品是在1942-43年的学生时期创作的，大部分是以波德莱尔、戈蒂埃·勒吕和里尔克的文字为基础的歌曲。杰拉尔德·贝内特（Gerald Bennett）将这些作品描述为“保守、精致、相当无特色，[采用]当时法国沙龙音乐的一些标准元素：全音阶、五声音阶和多调性”。
作为音乐学院的学生，布列兹创作了一系列作品，先是受到奥涅格和若利韦的影响（钢琴独奏作品《前奏曲、托卡塔与谐谑曲》和《夜曲》（1944-1945年）），然后又受到梅西安的影响（钢琴作品《三部直陈式》（1945年）和马特诺音波琴四重奏（1945-46年））。他通过与莱博维茨的学习与勋伯格相遇，这是他第一部序列主义音乐作品《主题与变奏》（法語：Thème et variations，1945年，为钢琴左手）的动因。彼得·奥黑根（Peter O'Hagan）将其描述为“他当时最大胆、最具雄心的作品”。

### 《十二记谱法》和仍未完成的工作
在为钢琴而作的《十二记谱法》（1945年12月）中，贝内特首次发现了韦伯恩对布列兹的影响。在《记谱法》创作后的两个月里，布列兹尝试对12首短曲中的11首进行管弦乐配器（未演出，也未发表）。十多年后，他在《马拉美即兴曲I》的器乐间奏中重新使用了其中的两首。然后在70年代中期，他开始进一步将《记谱法》更彻底地转化为大型管弦乐团的扩展作品，这个项目一直困扰着他，直到他生命的最后一刻，也就是最初创作的近七十年之后。
这只是他一生不断重新审视早期作品的最极端例子：“只要我的想法还没有用尽所有扩散的可能性，它们就会留在我的脑海中。”罗伯特·皮恩齐科夫斯基（Robert Piencikowski）将这部分描述为“对完美的执着关注”，并指出对于某些作品（如《新婚面容》），“可以说有着连续的不同版本，每个版本都呈现出音乐材料的特定状态，而后继者不会使前者失效，反之亦然”——但他指出，布列兹几乎无一例外地否决了以前版本的演奏。

### 最早发表的作品
在修改《记谱法》之前，为长笛和钢琴的《小奏鸣曲》（法語：Sonatine，1946-1949年）是布列兹自我认可的第一部作品。这是一部充满能量的序列主义作品，其单乐章形式受到勋伯格第一室内交响曲的影响。贝内特在这部作品中发现了布列兹写作中的一种新的音调：“一种尖锐的、易碎的暴力与一种极端的敏感和细腻并列”。在第一钢琴奏鸣曲（1946-49年）中，音乐学家多米尼克·雅默强调了其两个短小的乐章中不同类型的敲击数量之多，以及第二乐章中频繁的节奏加速，它们共同创造了一种“器乐狂热”（英語：instrumental delirium）的感觉。
接下来是两首基于勒内·夏尔诗歌的大合唱。保罗·格里菲思认为，“夏尔的五首诗以强硬的超现实主义意象表达了一种狂喜的性爱激情”，布列兹将其反映在音乐中，“处于狂热的歇斯底里的边界”。在其最初的版本（1946-1947年）中，该作品是为小型乐队（女高音、女中音、两台马特诺音波琴、钢琴和打击乐器）而作的。40年后，布列兹为女高音、女中音、合唱团和管弦乐团制定了最终版本（1985-1989年）。《水的太阳》（1948年）起源于为夏尔一部广播剧创作的间奏音乐。它又经历了三个版本，在1965年达到其最终形式，成为女高音、混合合唱和管弦乐团的作品。第一乐章（《多情蜥蜴的悲叹》（法語：Complainte du lézard amoureux））是一只蜥蜴在炎炎夏日中对金翅雀的情歌；第二乐章（《索尔格河》（法語：La Sorgue））是对索尔格河污染的激烈抗议，以咒语为形式。
第二钢琴奏鸣曲（1947-1948年）是一部半小时的作品，要求演奏者具有强大的技术实力。其四乐章结构遵循了古典奏鸣曲的标准模式，但在每个乐章中，布列兹都颠覆了传统模型。在格里菲思看来，音乐大部分的暴力特征“不仅仅是表面上的：它表达了……抹去过去事物的必要”。布列兹为阿隆·科普兰演奏了这部作品，他问道：“但我们必须从头重新开始一场革命吗？”——“没错，绝无仁慈”，布列兹回答。

### 整体序列主义
这场革命在1950-1952年进入了最极端的阶段，布列兹此时开发了一种技术：音高以及时值、动态、音色和演奏法等其他的音乐参数都按照序列原则来组织，这种方法被称为整体序列主义或定时主义。梅西安已经在他的钢琴作品《时值与动态模式》（法語：Mode de valeurs et d'intensités，1949年）中进行了这方面的尝试。布列兹在《四重奏之书》（1948-49年，2011-12年修订）的部分中首次勾勒出整体序列主义的轮廓，这是一部弦乐四重奏的乐章集，演出时演奏者可以从中任意选择，这预示了布列兹后来对可变形式的兴趣。
50年代初，布列兹开始严格运用这一技术，将每个参数分为12组，并规定在所有12个参数都在音乐中出现之前不得重复。根据音乐评论家亚历克斯·罗斯的说法，由此产生的大量不断变化的音乐数据消除了听众在任何时刻可能已经形成的印象：“当下就是一切”。布列兹将这一发展与他那一代人在战后创造一个艺术白板的愿望联系起来。
他在这种模式下的作品有为18种乐器而作的《复调X》（1950-51年，首演后撤稿）、两首具体音乐練習曲（1951-52年，亦撤稿），以及为两台钢琴而作的《结构》第一册（1951-52年）。在2011年谈到后者时，布列兹称它是一部“几乎不存在作曲家的责任”的作品：“如果当时有电脑的话，我就会把数据输入电脑，以这种方式制作作品。但我使用了人工……这是一个通过荒谬的演示”。当被问及它是否仍应作为音乐来听时，布列兹回答说：“我并不十分渴望听它。但对我来说，这是绝对必要的实验。”

### 《无主之锤》和《层层折》
《结构》第一册是布列兹的转折点。他认识到语言缺乏表现力的灵活性（在他的文章《在肥沃土地的极限……》（英語：At the Limit of Fertile Land...）中描述），于是放松了整体序列主义的严格性，变成了一种更加灵活、强姿态的音乐；他在给凯奇的信中写道：“我试图摆脱我的风格特征和禁忌”。这种新的自由最重要的成果是《无主之锤》（1953-1955年），它被格里菲思和比尔·霍普金斯描述为“20世纪音乐的基石”。夏尔的三首短诗构成了三个环环相扣的组曲的出发点。四个乐章是诗歌的声乐设置（其中一首设置了两次），其他五个是器乐间奏。根据霍普金斯和格里菲思的说法，音乐的特点是突然的节奏转换，广泛的即兴旋律风格的段落和异国的器乐色彩。这部作品是为女低音和中音長笛、木林巴琴、颤音琴、打击乐、吉他和中提琴而作的。布列兹说，这些乐器的选择显示了非欧洲文化的影响，他一直被这些文化所吸引。

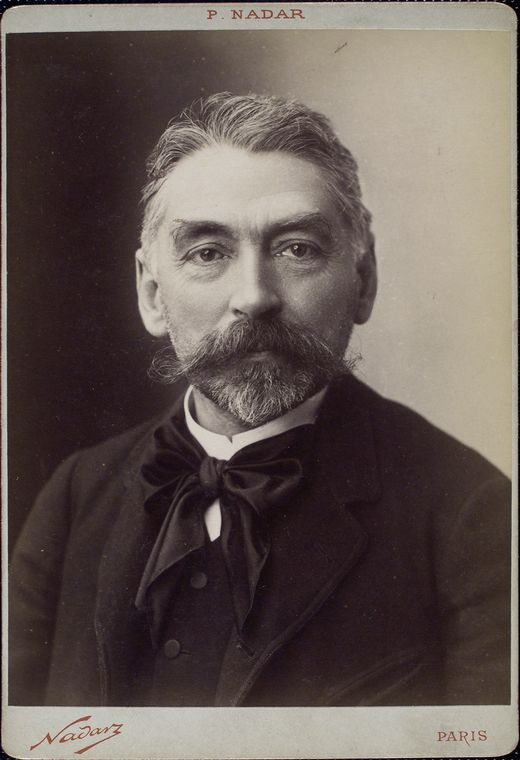
斯特凡·马拉美

对于他的下一部重要作品《层层折》（1957-1989年）的文本，布列兹转向了斯特凡·马拉美的象征主义诗歌，被其极端密集和激进的句法所吸引。这部作品长达70分钟，是他最长的作品。三部基于单独的十四行诗的即兴曲，复杂度递增，和前后两个管弦乐乐章构成了整部作品，其中嵌入了其他诗歌的片段。音节和音符的一一对应关系随着即兴曲的发展逐渐消失，以至于最后无法分辨出词语。布列兹表示，他的目的是让十四行诗在更深的结构层面上成为音乐本身。这部作品是为女高音和大型管弦乐团而作的，也经常由室内乐组合演奏。布列兹将其丰富的打击乐的声音世界描述为“与其说是冻结的，不如说是特别‘陶瓷化’的”。这部作品有着复杂的创作起源，在1989年达到其最终的形式。

### 受控的偶然音乐
从50年代起，布列兹开始试验他所谓的“受控的偶然音乐”，他在《偶然》（法語：Aléa）和《奏鸣曲，你要我怎样？》（法語：Sonate, que me veux-tu?）这两篇文章中发展了他对偶然音乐的看法，他在文章中写道：“对一个相对世界的考察，一个永久的‘发现’，颇像‘不断革命’的状态。”
佩泽指出，布列兹对偶然的使用与约翰·凯奇的不同。在凯奇的音乐中，表演者往往可以自由地创造出不可预见的声音，目的是将作曲家的意图从音乐中去除；而在布列兹的音乐中，他们在作曲家写出的可能性中进行选择。当应用于章节的顺序时，这有时被描述为“动态形式”，这是一种由厄尔·布朗设计的技术，他受到了亚历山大·考尔德的动态雕塑的启发。布朗和凯奇在1952年布列兹访问纽约时，将布列兹介绍给了考尔德。
在接下来的20年里，布列兹在许多作品中采用了这种技术的变体：在第三钢琴奏鸣曲（1955-1957年，1963年修订）中，钢琴家可以在乐谱中选择不同的路线，在第二乐章《转喻》（法語：Trope）中可以选择完全省略某些段落；在《碎裂》（1965年）中，指挥家实时决定每个演奏者加入合奏的顺序；在《领域》（法語：Domaines，1961-1968年）中，独奏者通过他在舞台上的移动来决定各部分的演奏顺序。在后来的作品，如《卡明斯是那个诗人》（德語：Cummings ist der Dichter，1970年，1986年修订）中，指挥可以选择某些事件的顺序，但个别演奏者没有自由；这是一部基于E·E·卡明斯的一首诗而作的为16名独唱和小型管弦乐团的室内清唱剧。在其最初的版本中，《层层折》也包含了器乐演奏者的选择元素，但在后来的修订中这些元素被取消了。
相比之下，《图像—双重—棱镜》（1957-1968年）是一部固定的作品，没有任何偶然因素。皮恩齐科夫斯基将其描述为“大型的变奏组曲，其组成部分相互渗透，而不是以传统方式保持孤立”。值得注意的是，它的乐团布局不同寻常，各种乐器（木管乐器、铜管乐器等）分散在舞台上，而不是按组别聚合在一起。

### 中期作品
乔纳森·戈德曼（Jonathan Goldman）指出，从70年代中期开始，布列兹的作品在美学上发生了重大转变，其特点是出现了主题性写作，回归垂直式和声以及形式的清晰和可读。布列兹自己说：“[作品外面的]“信封”更简单了，但里面信的内容并没有……我认为在我最近的作品中，第一种方法确实更直接，而且可以说姿态更明确。”他最常演出自己这一时期的作品。

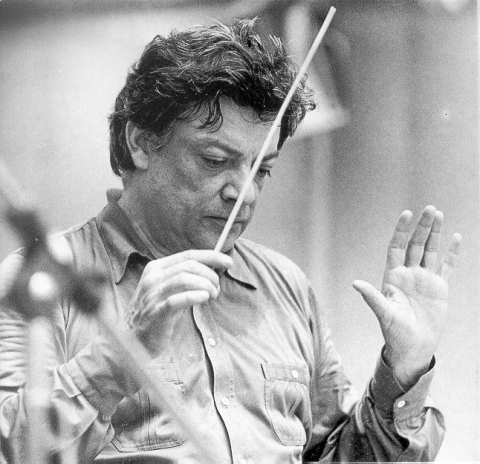
布鲁诺·马代尔纳（1920-1973）

戈德曼认为《纪念布鲁诺·马代尔纳的仪式》（1974-75年）标志着这一发展的开始。布列兹将这部25分钟的作品作为他的朋友和同事、意大利作曲家和指挥家马代尔纳的墓志铭，他于1973年去世，享年53岁。这部作品分为15个部分，乐团分为8组。奇数部分由指挥家指挥；在偶数部分，指挥家只是让每个乐器组开始运动，其进展由打击乐手敲击的时间来调节。布列兹在他的献词中把这部作品描述为“一种消失和生存的仪式”；格里菲思指出了这部作品的“令人敬畏的宏伟”。
《记谱法I-IV》（1980年）是将1945年的钢琴小品改编为大型管弦乐团作品的前四部。安德鲁·波特在他对纽约首演的评论中写道，每部原创作品的概念“就像穿过一个多面的明亮棱镜，并被分解成无数个相互联系、相互重叠、闪闪发光的片段”，结尾是“一个简洁的现代版的《春之祭》……让人脉搏加速”。
《衍生1》（1984年）是在威廉·格洛克从巴斯音乐节退休时献给他的，一部短小的五重奏，钢琴在其中起主导作用。根据伊万·休伊特（Ivan Hewett）的说法，这部作品的素材来自六个和弦：“打乱、装饰这些和弦，在螺旋和漩涡中向外迸发，然后又回到它的起点”。在结尾处，音乐“颤抖着进入寂静”。

### 电子音乐
布列兹把在音乐厅聆听预先录制的电子音乐的体验比作火葬场的仪式。他的真正兴趣在于器乐声音的瞬间转换，但这种技术直到70年代IRCAM的成立才得以实现。在此之前，他已经为皮埃尔·舍费尔的法国无线电研究小组（法語：Groupe Recherche de la Radiodiffusion Française）创作了《两部练习曲》（法語：Deux Etudes，1951年），以及为现场管弦乐团和磁带而作的大型作品《为权力而作的诗》（1958年）。他对这两部作品都不满意，并撤回了它们。
他在IRCAM完成的第一部作品是《回应》（1980-1984年）。在这部40分钟的作品中，一个器乐乐队被放置在大厅的中间，而六个独奏者围绕着观众：两台钢琴、竖琴、匈牙利扬琴、颤音琴和鐘琴/木琴。正是他们的音乐被电子化并通过空间投射出来。彼得·海沃斯描述了他们作品开始大约10分钟后的那一刻：“仿佛一扇巨大的窗户被推开，一个新的声音世界由此进入，并随之进入一个新的想象世界。更令人印象深刻的是，自然和电子声音的世界之间不再有分裂，而在一个连续的频谱之上。”
为单簧管和电子琴创作的《双影对话》（1982-1985年）是从《领域》的一个片段中产生的，是送给卢恰诺·贝里奥的60岁生日礼物。它时长大约18分钟，是单簧管独奏（现场演奏，有时通过台下的钢琴制造回音）和它的替身（在同一演奏家预先录制的段落中，在大厅周围投射声音）之间的对话。布列兹批准了该曲的巴松管（1995年）和直笛（2011年）的改编版。
70年代初，他为八件独奏乐器创作了一首名为《…爆炸-固定…》的大型室内乐曲，由一台名为全息录音机的机器进行电子化改造，但当时的技术还很原始，他最终将其撤回。他在其他作品中重新使用了其中的一些材料，包括后来同名的作品。这一最终的版本是在1991年和1993年之间于IRCAM创作的，为MIDI长笛、两支伴奏长笛以及乐队和现场电子装置。这时的技术已经使得计算机可以跟随乐谱并对演奏者的触发做出反应。根据格里菲思的说法，“主长笛就像陷入了镜厅，它的线条在其他长笛的演奏中被模仿，然后在乐队的合奏中被模仿。”霍普金斯和格里菲思将其描述为“具有一种介于兴奋和绝望的之间的特征”。
为小提琴和电子装置而作的《颂歌2》（1997年）是由小提琴独奏作品《颂歌1》（1991年）发展而成，后者是布列兹为巴黎的耶胡迪·梅纽因小提琴比赛而作，而这一作品又衍生自《…爆炸-固定…》的材料。乐器的演奏法被电子系统捕捉，实时转换并在空间中推进，创造出乔纳森·戈德曼所说的“超-小提琴”（英語：hyper-violin）。尽管这产生了任何小提琴家都无法达到的速度和复杂性的效果，但布列兹限制了电子声音的音色组，以确保它们的来源，即小提琴本身的声音，总是可以被识别。

### 最后的作品
在后来的作品中，布列兹放弃了电子技术，但格里菲思认为，在《内插之上》（1996-1998年）中，选择类似但不同的乐器分布在舞台上的方法使布列兹得以创造出他以前使用电子手段创造的和声、音色和空间回声的效果。这部作品为三台钢琴、三台竖琴和三名打击乐手（包括钢鼓）而作，是布列兹为钢琴比赛而创作的短篇作品《内插》（法語：Incises，1993-2001年）的衍生产物。在2013年的一次采访中，他称《内插之上》是他最重要的作品——“因为它是最自由的”。
《记谱法VII》（1999年），乐谱上的标记为“宗教仪式般的”（法語：hiératique），是管弦乐《记谱法》中最长的一部。根据格里菲思的说法，“1945年反常的东西现在变得沉闷了；原来粗糙的东西现在用一生的经验和专业知识来打磨完成；原来简单的东西被幻想地美化了，甚至淹没了。”
《衍生2》的创作始于1988年，最初是一部5分钟的作品，在艾略特·卡特80岁生日时题献给他；到2006年，它发展为一部45分钟的为11件乐器的作品，也是布列兹最后一部重要作品。据克劳德·萨米埃尔说，布列兹想探索节奏的转变、节拍的变化和不同速度的叠加，部分灵感来自于他与利盖蒂·捷尔吉音乐的接触。布列兹将其描述为“一种叙事性的镶嵌画”。

### 未完成的作品
我们可以将布列兹积极推进的作品与那些尽管有进一步发展潜力却被他搁置的作品区分开来。后者包含了第三钢琴奏鸣曲的三个未发表的乐章，以及《碎裂/多重》的更多部分；如果演出的话，其长度实际上会增加一倍。
关于布列兹晚年正在创作的作品，芝加哥交响乐团当时宣布将于2006年5月举行两部新的管弦乐《记谱法》（V和VI）的首演，但被推迟了。他正在为安娜-苏菲·穆特将《颂歌2》发展成一部大型的小提琴和管弦乐作品，并谈到要根据贝克特的《等待戈多》创作一部歌剧。这些项目都没有取得成果。

## 性格和个人生活
年轻时，布列兹是一个易怒的、惹是生非的人物。让-路易·巴罗在他20多岁时就认识他，他抓住了他个性中的矛盾：“他强大的攻击性是创作激情的标志，是不妥协和幽默的特别融合；他时而浪漫时而目中无人，情绪不断交替；所有这些都吸引我们接近他。”梅西安后来说：“他在反抗一切。”的确，布列兹一度与老师梅西安反目成仇，将他的《明圣示现的三个小礼拜仪式》描述为“妓院音乐”，并说《图伦加利拉交响曲》令他作呕。五年后，双方关系才得以恢复。
在2000年《紐約客》的一篇题为《教父》（The Godfather）的文章中，亚历克斯·罗斯将年轻时的布列兹描述为现代音乐的打手和恶棍（英語：bully），口不择言地抨击众多作曲家和音乐风格。例如，约翰·凯奇，布列兹与之决裂后称其后期作品充斥着模仿只是“一只表演的猴子”
，卡尔海因茨·斯托克豪森则被称为“嬉皮士”；美国的极简主义音乐是“超市美学”
，而美国序列主义作曲家是“收银员的眼光”；勃拉姆斯是个“无聊的人”，柴可夫斯基则“令人讨厌”，威尔第是“愚蠢，愚蠢，愚蠢”。对于恶棍这一指控，布列兹并不反对：“我当然是恶棍。我一点也不觉得羞耻。在40、50年代，现存体制对你的能力的敌意是非常强烈的。有时你必须与你的社会作斗争。”这方面最著名、最具争议的例子是布列兹在1952年的声明：“任何没有经历过——不是说理解，而是真正经历过——十二音技法的必要性的音乐家都是无用的。因为他的全部工作都与他的时代需求无关。”
另一方面，那些熟悉他的人经常提到他的忠诚，无论是对个人还是对组织。当他的导师、指挥家罗歇·德索尔米埃在1952年因中风而瘫痪时，布列兹以德索尔米埃的名义向法国广播电台发送稿件，以便这位长者能够收取费用。作家让·韦尔梅伊（Jean Vermeil）于90年代在让·巴蒂涅（Jean Batigne，斯特拉斯堡打击乐队的创始人）的陪同下观察了布列兹，他发现了“一个在询问斯特拉斯堡乐队的乐手和另一名乐手的孩子的健康状况的布列兹、一个知道每个人的名字的布列兹、一个对每个人的近闻或悲伤或喜悦的布列兹”。在后来的生活中，他以其魅力和个人的热情而闻名。对于他的幽默，杰勒德·麦克伯尼（Gerard McBurney）写道：“这在于他闪烁的眼睛、完美的时机掌握、富有感染力的学童般的笑声，以及他语不惊人死不休的执念。”

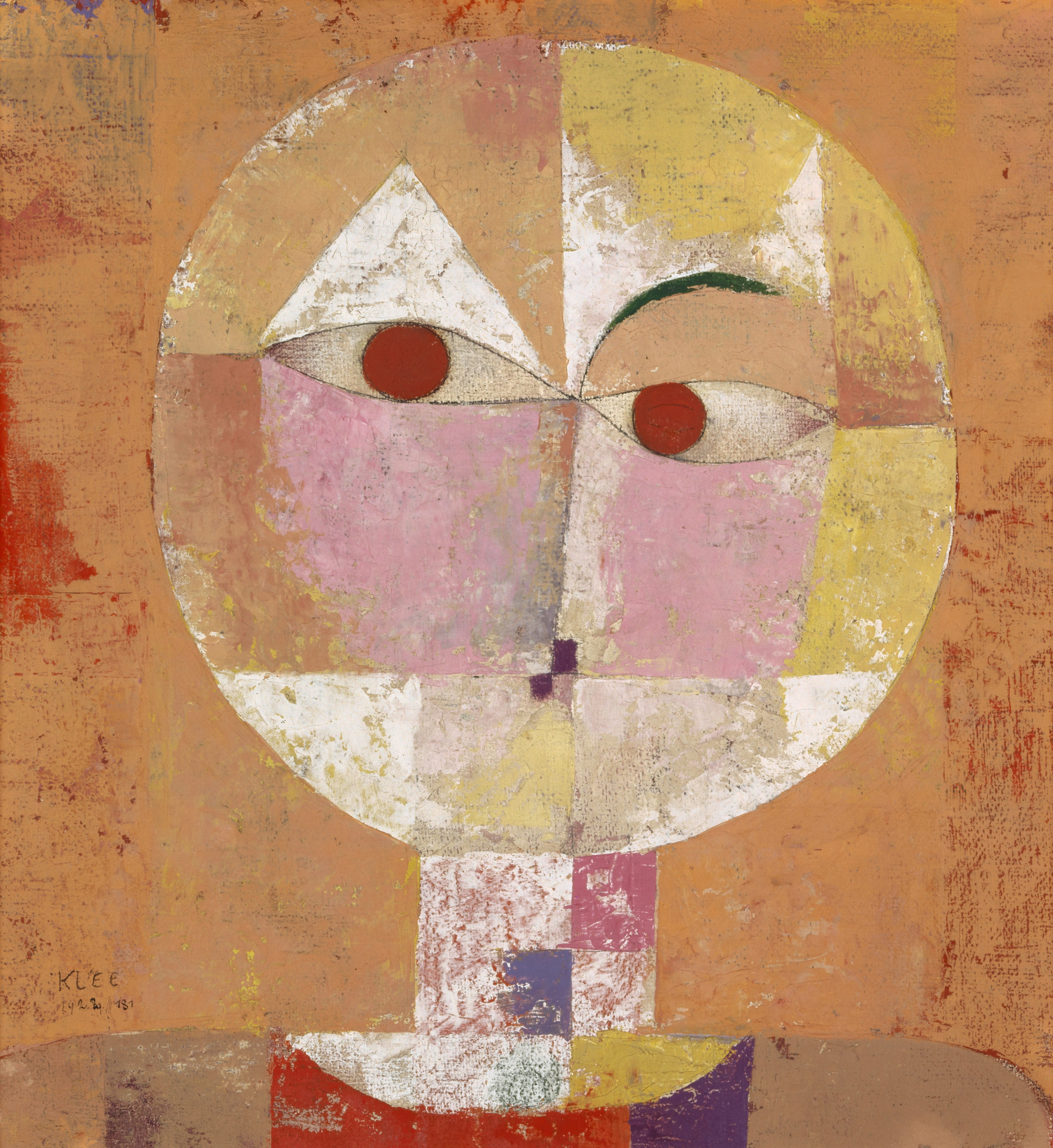
保罗·克利《老人》，1922年，纱布油画

布列兹博览群书；他认为普鲁斯特、乔伊斯和卡夫卡对他有特别的影响。他终生对视觉艺术有着强烈兴趣，撰写了大量关于画家保羅·克利的文章，并收集了许多当代美术家的作品，包括胡安·米羅、弗兰西斯·培根、尼古拉·德·斯塔埃尔和玛丽亚·海伦娜·维埃拉·达席尔瓦，他与这些人都有私交。他还与同时代的三位重要哲学家保持着密切联系：吉尔·德勒兹、米歇尔·福柯和罗兰·巴特。
他热衷于徒步旅行，当他在巴登-巴登的家中时，会利用下午和周末的大部分时间在黑林山中散步。他在法国上普罗旺斯阿尔卑斯省拥有一座古老的农舍，并于70年代末在同一片土地上建造了另一座现代住宅。
《纽约时报》在布列兹的讣告中写道：“关于他的私人生活，他仍然严加防范”。在70年代的采访中，布列兹向琼·佩泽承认，他在1946年有过一段热恋，被描述为“激烈又折磨”，佩泽认为这是那个时期“狂野而大胆的作品”的触发点。布列兹去世后，他的姐姐让娜告诉传记作家克里斯蒂安·梅兰，这段恋情的对象是女演员玛丽亚·卡萨雷斯，不过梅兰的结论是没有什么证据可以支持这一点。和布列兹打过交道的作家兼博客作者諾曼·莱布雷希特猜测他是同性恋，并以他多年来与汉斯·梅斯纳（Hans Messner）在巴登-巴登同居的事实作为证据，他有时称后者为他的男仆。在布列兹去世后不久，《纽约客》杂志发表了《魔术师》（英語：The Magus）一文，描绘了他的人格，亚历克斯·罗斯将他描述为“友善的、不可调和的、不可知的”。

## 指挥

### 从事指挥
布列兹是20世纪下半叶的主要指挥家之一。在长达60多年的职业生涯中，他指挥了世界上大多数主要的交响乐团。他完全是自学成才，但他说他从参加德索尔米埃和汉斯·罗斯鲍德的排练中学到了很多。他还提到塞尔·乔治是一位有影响力的导师。

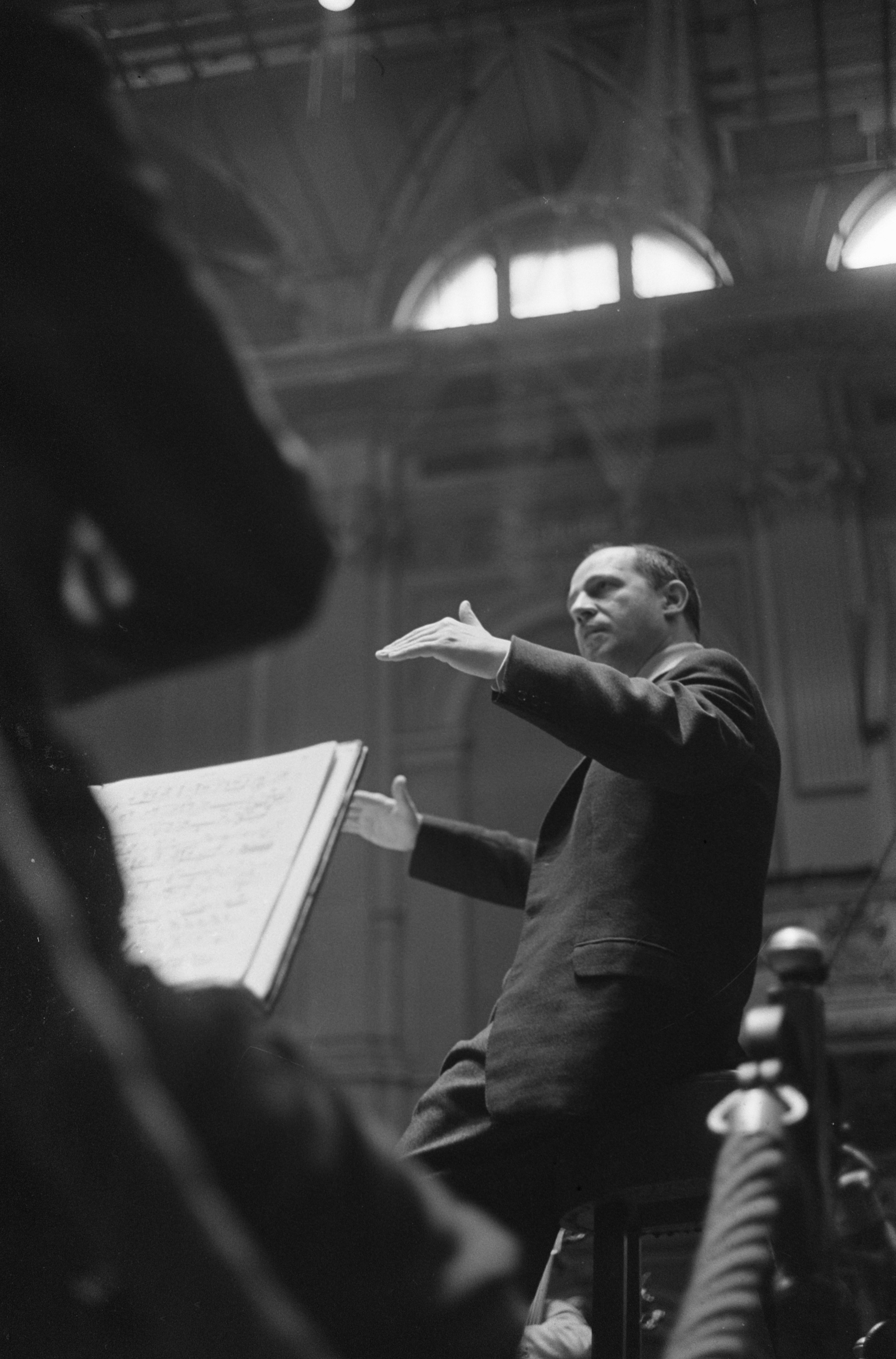
1963年，布列兹客座指挥皇家音乐厅管弦乐团

布列兹提出了各种理由来解释他为什么要做这么多的指挥。他最早的音乐会是在音乐领域举办的，因为其财政资源有限：“我告诉自己我得自己去尝试指挥，因为这样成本低得多。”他还说，对一个作曲家最好的训练是“必须演奏或指挥他自己的作品，并直面执行乐谱时的困难”；然而，从实际情况来看，由于他的对指挥的投入，他有时很难找到时间进行创作。作家兼钢琴家苏珊·布拉德肖（Susan Bradshaw）认为这是蓄意的，与作为作曲家被施托克豪森掩盖的感觉有关，后者从50年代末开始越来越多产。法国文学家和音乐学家皮埃尔·苏夫欣斯基（Pierre Souvchinsky）则不同意：“布列兹成为一名指挥家纯粹是因为他在这方面有很好的天赋。”
并非所有人都同意这种天赋的伟大。指挥家奥托·克伦佩勒认为“毫无疑问，他是他那一代人中唯一一位杰出的指挥家和音乐家”。汉斯·凯勒则表达了更多的批评意见：
“布列兹不会分句——就这么简单……原因是他忽略了他所处理的任何结构的和声含义，以至于完全无视和声节奏，从而无视调性音乐中的所有特征节奏……”
琼·佩泽认为：
……“总的来说，布列兹对他所爱的音乐的演绎很壮丽，对他所喜欢的演绎很好，而他对经典和浪漫曲目的演绎则很生硬，除了极少数的例外。”
他与许多领先的独奏家合作，与丹尼尔·巴伦博伊姆和潔西·諾曼有尤其长期的合作关系。
彼得·海沃斯认为，布列兹制造了一种精简的、健壮的声音，在他的节奏精确性的支持下，可以产生一种令人激动的兴奋感。揭示乐谱的结构和计划密集的管弦乐织体的能力是他指挥的特征。他不用指挥棒；海沃斯观察到：“没有任何戏剧性的痕迹，甚至没有理查德·施特劳斯所实行的那种相当戏剧化的经济性。”布列兹则认为：“外在的兴奋会耗尽内在的兴奋。”
布列兹对声音的敏锐度堪称传奇；保罗·格里菲思在《纽约时报》上写道：“有无数个关于他察觉细微事物的故事，比如在一个复杂的管弦乐结构中，他能听出来第三只双簧管的调音有问题。”奧利佛·克努森作为知名的作曲家-指挥家观察到：“他的排练是思路清晰和专业礼节的典范；他毫不费力地赢得了尊重。”尼古拉斯·凯尼恩在谈到布列兹与BBC交响乐团的排练特质时写道：
“布列兹的效率极高……他在排练中提出的要求始终是绝对精确的。他知道什么是能够做到的，什么不能……他知道如何不慌不忙地组织排练，即使有无数的平台变化、人员转换、电子装置和舞台需要考虑。对于乐团管理人员、音乐会经理、乐团杂物工来说，他都是最容易相处、最亲切、最善于组织的指挥家。”

### 在歌剧院工作

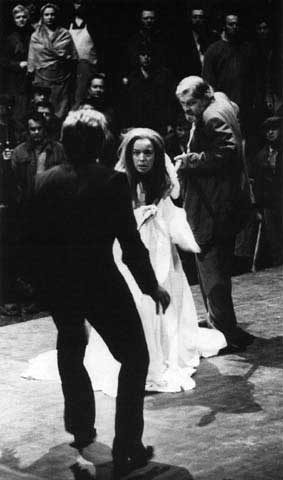
1976年拜罗伊特音乐节上的百年指环，由布列兹指挥

布列兹也在歌剧院进行指挥。他选择的曲目很少，不包括意大利歌剧。除了瓦格纳，他只指挥20世纪的作品。关于他与维兰德·瓦格纳合作的《沃采克》和《帕西法尔》，布列兹说：“我愿意把我的（至少部分的）命运搭在像他这样的人身上，因为[我们]关于音乐和制作的讨论十分令人激动。”
他们还一起策划了其他作品，包括《莎乐美》和《厄勒克特拉》、《鲍里斯·戈杜诺夫》和《唐·乔万尼》。然而，当他们开始排练拜罗伊特的《帕西法尔》时，维兰德已经身患重病，并于1966年10月去世。
维兰德去世后，法兰克福的《沃采克》重新开始上演，布列兹对其工作条件深感失望：“没有排练，没人关心任何事情。歌剧院的这样一种运作方式的犬儒让当时的我感到厌恶。它如今仍然让我感到厌恶。”
他后来说，正是这段经历促使他在次年《明镜周刊》的一次采访中发表了著名言论，他声称：“自1935年以来，没有任何值得一提的歌剧被创作出来”，“披头士乐队的唱片显然比亨策的歌剧更时髦（更短）”，并且解决歌剧奄奄一息状况的“最优雅”方法是“炸毁所有歌剧院”。
1967年，布列兹、戏剧导演让·维拉尔和编舞导演莫里斯·贝嘉被要求设计一个巴黎歌剧院的改革方案，以期让布列兹成为其音乐总监。他们的计划因1968年学生抗议活动的政治影响而搁浅。后来，在80年代中期，布列兹成为计划中的巴黎巴士底歌劇院的副主席，与将成为其音乐总监的丹尼尔·巴伦博伊姆合作。1988年，新任命的导演皮埃尔·贝尔热（Pierre Bergé）解雇了巴伦博伊姆。布列兹亦辞职，以示声援。
于是，布列兹只在他认为条件合适的情况下，才指挥一些特定的项目：由重要的舞台导演制作的作品。由于他在巴罗公司工作多年，戏剧层面对他来说和音乐一样重要，他总是参加舞台排练。

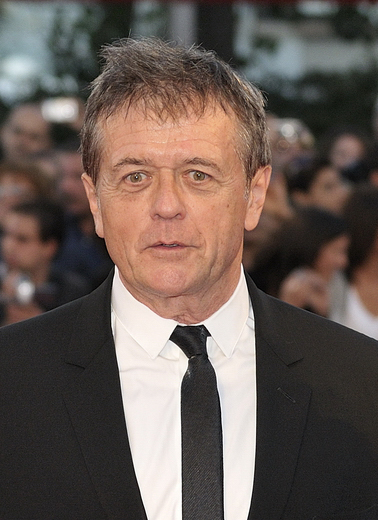
帕特里斯·谢罗

对于在拜罗伊特举行的《指环》百年纪念演出，布列兹最初邀请英格玛·伯格曼和彼得·布魯克担任导演，但他们都拒绝了。彼得·施泰因最初同意，但在1974年撤回。戏剧导演帕特里斯·谢罗接受了这一邀请，并创作了现代决定性的歌剧制作之一。根据艾伦·科津（Allan Kozinn）的说法，该制作“开导演重新诠释歌剧之先河”（这有时被称为Regietheater）。谢罗将这个故事部分地作为资本主义的寓言来处理，借鉴了萧伯纳1898年作品《完美的瓦格纳人》中探讨的观点。他利用工业时代的意象，将剧情更新到19世纪和20世纪，并在歌手的表演中实现了前所未有的自然主义。布列兹的指挥也同样具有争议性，他强调连续性、灵活性和透明度，而不是神话般的宏伟和重量。在第一年的演出中，该剧主要遭到了保守派观众的敌视，约有30名管弦乐手拒绝在随后的演出季中与布列兹合作。在接下来的四年里，这部作品的戏剧制作和音乐的实现都有了长足的进步，在1980年的最后一场演出后，掌声和喝彩持续了整整90分钟。布列兹再次与谢罗合作，制作了贝尔格的《露露》（1979年于巴黎）和雅纳切克的《死屋手记》（2007年于维也纳）。
他的另一位首选导演是彼得·施泰因。对于德彪西的《佩利亚斯和梅丽桑德》，布列兹曾写道：“我不喜欢法国甜美、温柔的传统……[这部作品]一点也不温柔，而是残酷和神秘的。”施泰因在1992年为威尔士国家歌剧院的制作中实现了这一设想，约翰·罗克韦尔将其描述为“抽象的、愤怒的《佩利亚斯》，疑似过度强调了作品与现代性的联系的制作”。大卫·史蒂文斯（David Stevens）将他们1995年在阿姆斯特丹制作的勋伯格《摩西与亚伦》描述为“在戏剧和音乐上都令人激动”。
从60年代中期开始，布列兹就谈到自己要创作一部歌剧。他试图寻找一位编剧，但没有成功：“两次都是作者死在我面前，所以我对寻找第三个人选有点迷信。”从60年代末开始，他与法国激进派剧作家和小说家让·热内交换了意见，并就一个主题——叛国——达成一致。1986年热内去世后，在他的文件中发现了部分歌词草稿。布列兹后来又求助于德国剧作家海纳·穆勒，他在1995年去世时正在改编埃斯库罗斯的《俄瑞斯忒亚》，但同样没有留下任何可用的东西。80年代，他与帕特里斯·谢罗讨论了对热内1961年的剧本《屏幕》进行改编，计划在1989年在巴黎巴士底歌剧院开幕演出，但也不了了之。在1996年的一次采访中，布列兹说他在考虑爱德华·邦德的《战争剧》或《李尔》，但也“只是考虑而已”。2010年，当有消息说他正在创作一部基于萨缪尔·贝克特的《等待戈多》的歌剧时，已经很少有人相信这样艰巨的计划能在这么晚的时候实现。

### 录音
布列兹最早的唱片是他在50年代末和60年代初在音乐领域工作时为法国Vega厂牌录制的。这些唱片记录了他对后来重新录制的作品（如勋伯格的《第一室内交响曲》）的最初想法，以及他在录音室中没有再次接触的作品（如斯特拉文斯基的《狐狸》和斯托克豪森的《时间测度》）。这些还包括他五份《无主之锤》录音中的第一张（与女低音玛丽-泰蕾兹·卡恩（Marie-Thérèse Cahn）合作）。2015年，环球音乐公司将这些录音打包为10 CD套装发行。

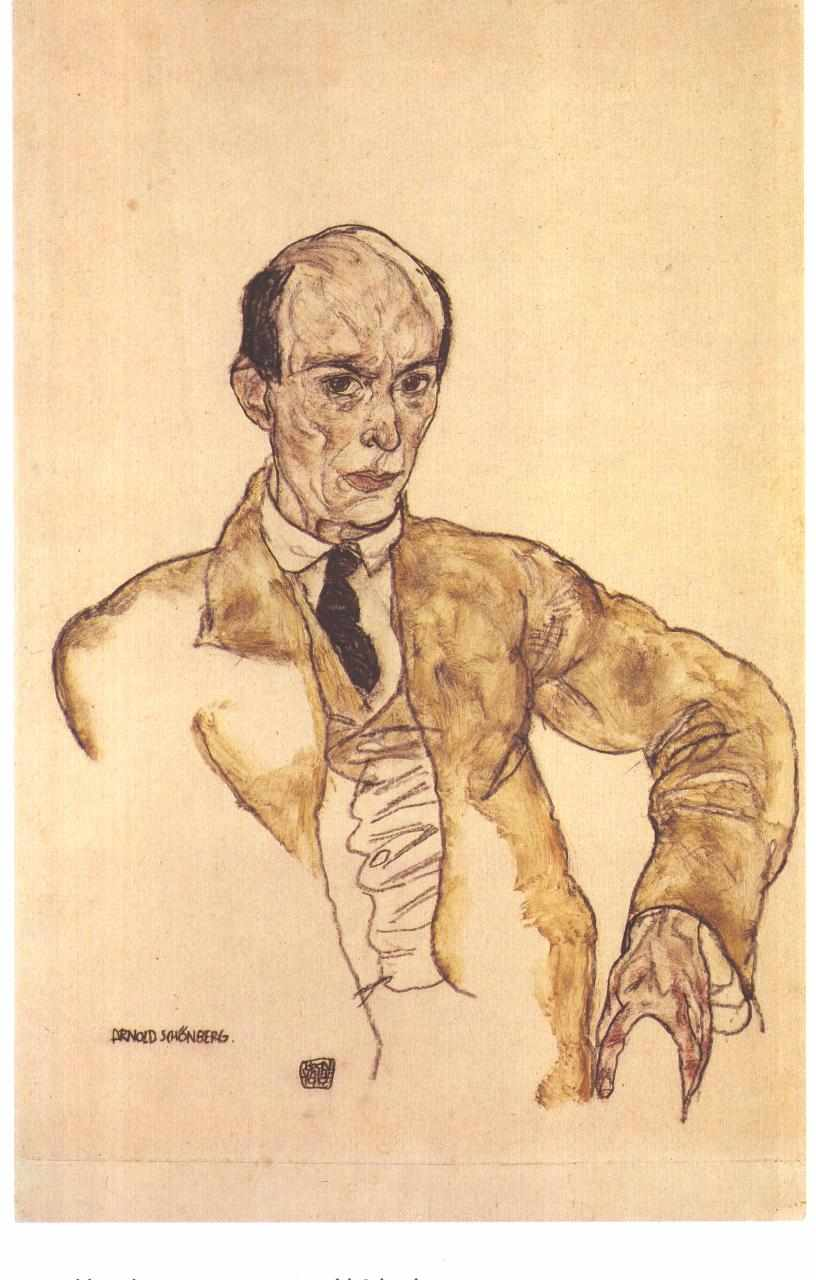
埃貢·席勒1917年绘制的阿诺德·勋伯格肖像

1966年至1989年期间，他为哥伦比亚唱片（现索尼古典）录音。最早的项目包括巴黎的《沃采克》（与瓦尔特·贝里合作）和皇家歌剧院的《佩利亚斯与梅丽桑德》（与乔治·雪利和伊丽莎白·索德斯特罗姆合作）。他与克利夫兰管弦乐团录制的《春之祭》备受赞誉，并与伦敦交响乐团合作录制了多张唱片，包括柏辽兹的《莱利奥》和马勒的《悲叹之歌》等不常上演的作品的首次完整录音。伦敦交响乐团也参与录制了布列兹的韦伯恩全集，该版本包括了所有编号作品。他对勋伯格的音乐进行了广泛的研究考察，包括《古雷之歌》和《摩西与亚伦》（与BBC交响乐团合作），以及他不太知名的作品，如无伴奏合唱音乐。至于布列兹自己的作品，1969年他首次录制《层层折》（女高音为哈利娜·乌科姆斯卡），同时也录制了《纪念布鲁诺·马代尔纳的仪式》和《碎裂/多重》。2014年，索尼古典发行了67 CD套装《皮埃尔·布列兹：哥伦比亚专辑全集》（英語：Pierre Boulez - The Complete Columbia Album Collection）。
这一时期的三个歌剧项目由其他厂牌完成：拜罗伊特的《指环》被飞利浦公司以录像和LP的形式发行；拜罗伊特的《帕西法尔》和巴黎的《露露》由德意志留声机录制。
80年代，他还为Erato录制了唱片，主要是指挥跨当代乐队，进一步强调他同时代的音乐（贝里奥、利盖蒂、卡特等），以及对他自己的一些音乐的考察，包括《新婚面容》、《水的太阳》和《图像—双重—棱镜》。2015年，Erato发行了14 CD套装《皮埃尔·布列兹：Erato录音全集》（英語：Pierre Boulez - The Complete Erato Recordings）。1984年，他为EMI录制了弗兰克·扎帕的专辑《完美陌生人》中的一些作品，与跨当代乐队合作。
从1991年起，布列兹在与德意志留声机的独家合同下录音，以芝加哥、克利夫兰、维也纳和柏林的管弦乐团为主。他重新录制了许多他的核心曲目：德彪西、拉威尔、斯特拉文斯基和巴托克的管弦乐，并制作了第二版韦伯恩全集，包括未出版的作品。他自己的晚期音乐也很突出，包括《回应》、《…爆炸-固定…》和《内插之上》。还有一张《层层折》（女高音为克里斯蒂娜·谢弗）的最终版本的录音，包含了80年代末的修订。新加入他唱片目录的作曲家包括理查德·施特劳斯、席曼诺夫斯基和布鲁克纳——他录制的第八交响曲获得了特别的好评。他录制的曲目中最重要的是马勒交响曲和管弦歌曲作品全集，与一系列不同的乐团合作。2022年，德意志留声机将他在环球集团的录音打包，发行了84 CD+4蓝光光盘套装《指挥家布列兹：德意志留声机和飞利浦录音全集》（英語：Boulez, the Conductor - Complete Recordings on Deutsche Grammophon and Philips）。
此外，广播电台和乐团的档案中还保存着数百场由布列兹指挥的音乐会录音。2005年，芝加哥交响乐团发行了一套2CD的布列兹广播作品，重点是他没有商业化录制的作品，包括雅纳切克的《格拉哥里弥撒》和梅西安的《升天》。

## 演奏
在他职业生涯的早期，布列兹有时以钢琴家的身份公开演出。1955年，他为男高音让·吉罗多伴奏，录制斯特拉文斯基和穆索尔斯基的艺术歌曲。1957年至1959年期间，他多次演出自己的第三钢琴奏鸣曲，1959年8月30日他在达姆施塔特的演出于2016年发行CD。他还与伊冯娜·洛里奥一起举办双钢琴音乐演奏会。在60、70年代，他偶尔会在管弦乐音乐会中加入钢琴伴奏的艺术歌曲，例如在1972年2月的纽约爱乐音乐会上他曾为克里絲塔·路德維希伴奏，演绎贝尔格的作品。1992年，奥地利电视台拍摄了一部短片，其中布列兹演奏了他早期版本的《记谱法》，这是他晚年生活中一个难得的钢琴演奏范例。

## 写作和教学
根据让-雅克·纳提耶的说法，布列兹和勋伯格是20世纪关于音乐写作最多的两位作曲家。讽刺的是，1952年，布列兹在勋伯格去世后不久，在英国《乐谱》（英語：The Score）杂志上发表了一篇标题为“勋伯格已死”的煽动性文章，使他首次作为作家吸引国际上的关注。在这篇极具论战性的文章中，他抨击了勋伯格的保守主义，与韦伯恩的激进主义形成对比，引起了广泛的争论。
乔纳森·戈德曼指出，几十年来，布列兹的著作面对的是非常不同的读者群：50年代：巴黎音乐领域的有教养的听众；60年代：参与达姆施塔特和巴塞尔课程的专业前卫作曲家和表演者；以及1976至1995年间：他作为法兰西公学院教授所做的讲座的非音乐专业的知识分子。布列兹的许多文章都与特定的场合有关，无论是新作品的首次演出、录音笔记，还是对已故同事的悼词。一般来说他都避免发表详细的分析，除了一篇对《春之祭》的分析外。正如纳提耶所指出的：“作为一个作家，布列兹是一个思想的传播者，而不是技术信息的传播者。这有时可能会让作曲学生感到失望，但这无疑是他写作的一个特点，也是他的作品在非音乐家中受欢迎的原因。”
布列兹以英文出版的著作包括《学徒笔记》（英語：Stocktakings from an Apprenticeship）、《布列兹谈今日音乐》（英語：Boulez on Music Today）、《方向：文集》（英語：Orientations: Collected Writings）和《皮埃尔·布列兹，音乐课：法兰西公学院讲演全集》（英語：Pierre Boulez, Music Lessons: The Complete Collège de France Lectures）。在他的职业生涯中，他也在长篇访谈中表达自己，其中最重要的也许是与安托万·戈莱亚（1958年）、塞莱斯坦·德利耶热（Célestin Deliège）（1975年）和让·韦尔梅伊的访谈。此外，还出版了两卷书信：与作曲家约翰·凯奇（1949-62年）以及与人类学家和民族音乐学家安德烈·谢夫纳（André Schaeffner，1954-1970年）。
1954年至1965年期间，布列兹大部分夏天里都在达姆施塔特夏校任教。他是瑞士巴塞尔音乐学院的作曲教授（1960-63年）、哈佛大学的客座讲师（1963年）。在他职业生涯的早期，他也曾在私人场合授课。他的学生包括作曲家理查德·罗德尼·本内特、让-克劳德·埃卢瓦和海因茨·霍利格。

## 遗产
《卫报》为布列兹80岁生日发表的一篇文章透露出布列兹的同代作曲家对他分歧、却有时模棱两可的看法：
- 乔治·本杰明（英语：George Benjamin (composer)）：“[布列兹]创作了一系列奇妙、鲜艳、妙趣的作品。在这些作品中，严格的作曲技巧与听觉之非凡的精良想象力相结合。”
- 奧利佛·克努森：“一个以中世纪僧侣的狂热理想主义来精密设计他的乐谱的人”
- 约翰·亚当斯：“風格主義者、小众作曲家、用小锤子工作的大师”
- 亚历山大·戈尔（英语：Alexander Goehr）：“[布列兹的]失败会比大多数人的成功好。”[229]

布列兹在2016年1月去世时，没有留下遗嘱。1986年，他签订了一份协议，将他的音乐和文学手稿放在瑞士巴塞尔的保罗·扎赫尔基金会。2017年12月，法国国家图书馆宣布，皮埃尔·布列兹基金会捐赠了大量布列兹的私人文件和扎赫尔协议中没有涉及的财产，包括220米的书籍、50米的档案和信件，以及乐谱、照片、录音和其他大约100件物品。

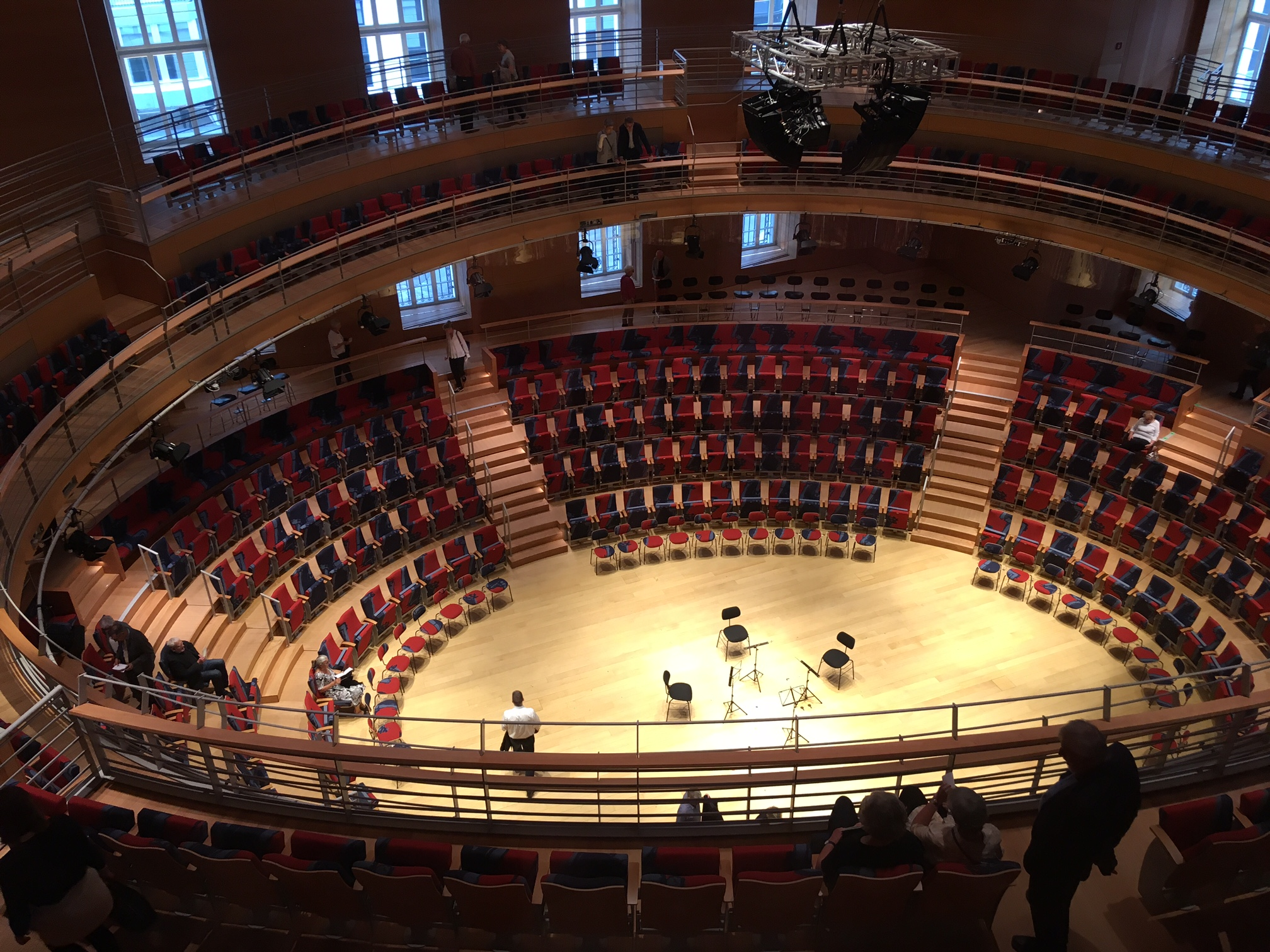
皮埃尔·布列兹厅（Pierre Boulez Saal）

2016年10月，布列兹活跃多年的巴黎爱乐厅的大音乐厅被重命名为皮埃尔·布列兹大厅（法語：Grande salle Pierre Boulez）。2017年3月，在巴伦博伊姆-萨义德学院的主持下，一座由法蘭克·蓋瑞设计的新音乐厅皮埃尔·布列兹厅在柏林落成。它是新的布列兹乐队（德語：Das Boulez Ensemble）的所在地，该乐团由西东合集管弦乐团、柏林国立乐团的成员以及来自柏林和世界各地的客座音乐家组成。
后代继续肩负起诠释布列兹音乐作品的任务。2016年9月，西蒙·拉特尔和柏林爱乐乐团将布列兹的《碎裂》与马勒的第七交响曲搭配在一起进行国际巡演。2017年5月和6月，布列兹的许多主要作品，包括《…爆炸-固定…》和《回应》，由 Klangforum Wien 在维也纳音乐厅第38届国际音乐节上演出，巴尔杜尔·布勒尼曼指挥。2017年10月，由马蒂亚斯·平切尔指挥的跨当代乐队在纽约公园大道军械库的两个晚上进行了四场《回应》的多媒体演出，场面调度由皮埃尔·奥迪设计。2018年9月，第一届皮埃尔·布列兹双年展在巴黎和柏林举行，这是巴黎爱乐乐团和丹尼尔·巴伦博伊姆麾下的柏林国立乐团的联合项目，布列兹及影响他的作曲家（如德彪西、贝尔格、韦伯恩）的作品一起演出。第二届双年展在2020年因2019冠状病毒病疫情于线上举行，2021年则成功转至线下，这届展览特别关注钢琴音乐作品。
2025年布列兹百岁诞辰之际，世界各地将举办多场音乐会演出和展览等其他活动。巴黎愛樂廳将举行一系列包含他的作品的音乐会，首场曲目《Répons》和其他作品组成，由当代乐团演绎，乐团的前任成员大提琴家Jean-Guihen Queyras和钢琴家皮埃尔-洛朗·艾马尔也加入了演出。纽约爱乐在2024/2025音乐季将举办两场音乐会，其中一场将再现布列兹1974年的曲目，以及一场展览。在2025年3月26日（百岁生日当天），作为伦敦巴比肯艺术中心
巴比肯艺术中心“完全沉浸日”的一部分，BBC交响乐团将组织多场演出，包括完整的《Pli selon pli》，由Martyn Brabbins指挥，同时穿插了影片以及曾与布列兹共事过的人们的访谈。在五月份，埃萨-佩卡·萨洛宁将会指挥洛杉矶爱乐乐团多场音乐会，曲目计划包含《仪式》。在八月份，琉森夏季音乐节将举行一场稀有的演出，为录音带和三支管弦乐队而作的《Poésie pour pouvoir》（由David Robertson指挥)，同时也会带来《Répons》、《Figures-Doubles-Prismes》等其他作品。其他系列或单独的音乐会将会在一整年间由各大乐团推出，包括柏林的Pierre Boulez Saal、巴登-巴登節日劇院、伦敦交响乐团以及维也纳爱乐乐团。

## 荣誉和奖项
授予布列兹的国家荣誉有大英帝国司令勋章（CBE）和德意志联邦共和国佩星大功绩十字勋章。在他的众多奖项中，他的牛津名人录（英語：Who's Who）条目中列出了以下奖项：
- 1982年：音乐大奖（法語：Grand Prix de la Musique，巴黎）
- 1989年：夏尔·埃德西克（Charles Heidsieck）法英音乐杰出贡献奖
- 1996年：保拉音乐奖（斯德哥尔摩）
- 1999年：皇家爱乐协会（英语：Royal Philharmonic Society）金奖
- 2000年：沃尔夫奖（以色列）
- 2001年，格劳梅耶作曲奖（路易斯維爾大學）
- 2002年：格伦·古尔德奖（英语：Glenn Gould Prize）（格伦·古尔德基金会（英语：Glenn Gould Foundation））
- 2009年：京都獎（日本）
- 2011年：戴高乐-阿登纳奖
- 2011年：吉赫奖（英語：Giga-Hertz Prize）
- 2012年：金狮终身成就奖（威尼斯双年展）
- 2012年：「榮耀藝術」文化勳章金質獎章
- 2012年：罗伯特·舒曼诗歌和音乐奖（英语：Robert Schumann Prize for Poetry and Music）
- 2012年：卡罗尔·席曼诺夫斯基奖（卡罗尔·席曼诺夫斯基基金会）
- 2013年：知识前沿奖（BBVA基金会）

此外，布列兹还被比利时、英国、加拿大、捷克和美国的大学和音乐学院授予九个荣誉博士学位。